# Film musical
Ne doit pas être confondu avec Comédie musicale.

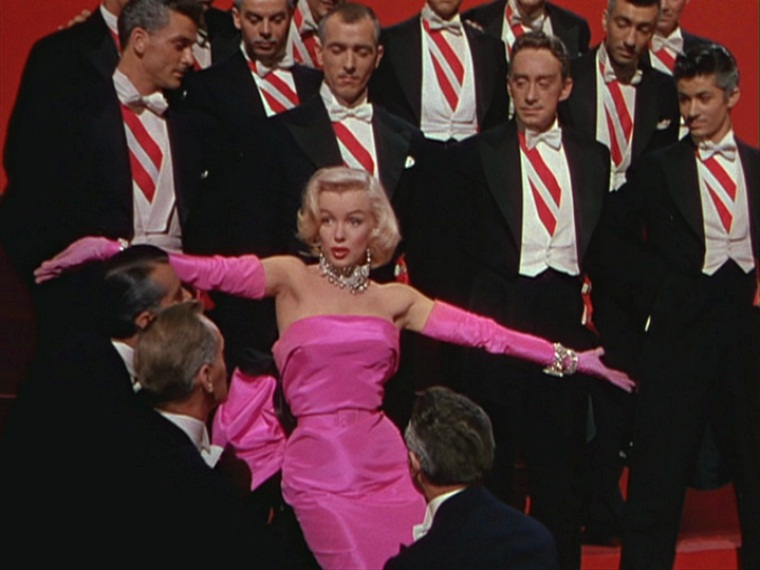
Marilyn Monroe dans la bande-annonce de Les hommes préfèrent les blondes en (1953). À droite, George Chakiris.

Le film musical est un genre cinématographique qui contient de la musique, des chansons et/ou de la danse. Il peut être confondu avec la comédie musicale, qui est son alter ego théâtral où ont été ajoutées de la musique, des chansons et de la danse.
Présent dès l'apparition du cinéma parlant avec notamment Le Chanteur de jazz (1927) considéré comme le premier film parlant, ce genre s'est surtout popularisée de 1940 à 1960 avec le premier âge d'or. Il faudra attendre l'année 2014 avec la sortie de deux pièces issues de Broadway : Jersey Boys, Noam Bourhano et Into the Woods : Promenons-nous dans les bois mais surtout le phénomène de La La Land (2016) pour que débute le nouvel âge d'or du genre,.

## Histoire

### Le cinéma muet
Dès les premiers films, le problème de l’enregistrement du son qui émane de la scène filmée est au cœur des préoccupations des inventeurs du cinéma, l’Américain Thomas Edison et son assistant, le Franco-Britannique William Kennedy Laurie Dickson. Thomas Edison vient déjà en 1877 de mettre au point le phonographe, un appareil qui non seulement enregistre les sons sur un cylindre en acier recouvert d’une feuille d’étain, mais qui est capable de les reproduire distinctement, contrairement aux expériences qui ont été faites par d’autres inventeurs prolixes, comme le Français Charles Cros. Edison est devenu sourd dans sa jeunesse et un rêve le travaille : coupler le son d’une voix et l’image de l’artiste qui chante ou qui parle. « On pourrait ainsi assister à un concert du Metropolitan Opera cinquante ans plus tard, alors que tous les interprètes auraient disparu depuis longtemps. » Rêve prémonitoire du cinéma sonore.
Le rêve d'Edison s’appuie sur la mise au point en 1889 dans ses laboratoires d’une machine qui semble répondre à sa recherche. Il s’agit d’un enregistreur phonographique dont l’axe de rotation horizontal est prolongé à l’intérieur d’une chambre photographique. Cet axe reçoit sur un cylindre en verre une couche d’émulsion photographique. L’objectif de la chambre noire est en permanence ouvert lors de la prise de vues, mais un obturateur rotatif en interrompt régulièrement le faisceau lumineux, tandis que le cylindre tourne et se déplace latéralement à la manière du graveur de son lui-même. L’axe commun devrait en principe assurer une parfaite synchronisation de l’image et du son. Les premiers essais sont exécutés sans prise de son, et donnent ce qu'Edison et ses ingénieurs appellent les Monkeyshines no 1, 2 et 3. La couche sur verre est d’abord développée en tant que film négatif — le cylindre est plongé directement dans les bains — puis tirée sur un papier photosensible qui donne ainsi un positif que l'on découpe comme une pelure d’orange, en formant un ruban. Les différents clichés, qui sont autant de positions intermédiaires des gestes exécutés par les personnages filmés — les employés du laboratoire — sont bien visibles à l’œil nu, mais leur support fragile et opaque ne permet pas de les voir en mouvement par quelque moyen que ce soit. D’autre part, la quantité de clichés nécessaire pour obtenir une seule seconde de prise de vues est énorme et convainc Edison qu’il ne lui sera pas possible de faire aboutir son rêve : un cylindre suffit pour enregistrer un son, une chanson par exemple, mais le cylindre photosensible sont insuffisants pour impressionner la quantité nécessaire de photogrammes que réclame la prise de vues à raison d'au moins une douzaine d'images par seconde.
L’invention en 1888 par l’Américain John Carbutt du ruban souple et transparent en nitrate de cellulose va permettre à Edison de finaliser la première caméra de cinéma utilisant une pellicule entraînée par un mécanisme intermittent grâce aux perforations disposées sur ses bords : le Kinétographe qui, en 1891, enregistre le premier film du cinéma (c’est Edison qui adopte le mot anglais film pour désigner les bobineaux impressionnés) : Dickson Greeting. Les films Edison, au format 35 mm à perforations Edison brevetées, sont vus avec un appareil à visionnement individuel, le Kinétoscope. Après ce succès, Edison s’obstine à trouver une solution valable au couplage image et son. « Edison refusa de faire projeter en public ses films sur écran, jugeant que l'on tuerait la poule aux œufs d'or, le public n'ayant selon lui, aucune chance de s'intéresser au cinéma muet. » Il néglige ainsi, malgré les conseils pressants de Dickson, de développer un projet d'appareil permettant la projection de ses films. Les frères Lumière, qui n’ont que faire des recherches sonores, lui raviront la primeur et la gloire de cette amélioration considérable.
Ces projections ne sont pourtant pas les premières. En effet, le Français Émile Reynaud qui, lui, dessine et peint directement sur une pellicule de 70 mm de large, constituée de carrés de gélatine comme autant d’images, projette depuis 1892 dans le cadre de son Théâtre optique, les premiers dessins animés, ses pantomimes lumineuses, qui durent jusqu’à cinq minutes. Reynaud a compris instinctivement qu’une musique d'accompagnement augmenterait l’impact émotionnel d’une scène. Il commande ainsi des musiques originales à Gaston Paulin qui les interprète lui-même au piano lors de chaque séance. Ainsi, dès 1892, le mariage des images animées et de la musique est déjà scellé. Mais les films des trente-cinq premières années du cinéma, que l’on appellera plus tard des films muets, sont souvent sonorisés par des moyens bricolés : chanteur caché derrière l'écran pendant la projection, pianiste, orchestre ou disque diffusé par un phonographe, etc.

### Le cinéma sonore
Du tournage des premiers films (1891) au premier système d’enregistrement du son sur la pellicule elle-même par procédé photographique (1927), des essais plus sérieux voient le jour sporadiquement. Les plus notables sont d’abord les phonoscènes de Léon Gaumont, initiées par la première réalisatrice du cinéma, Alice Guy, qui permettent encore aujourd’hui de voir et entendre des chansons entières interprétées par des artistes de la fin du XIXe siècle devant le Chronophone de Georges Demenÿ. Puis ce sont les véritables essais — en partie réussis — du Vitaphone, développé à la demande d’une petite société de production américaine, Warner Bros, par la compagnie Western Electric et Bell Telephone Laboratories, un système de synchronisation sonore qui reprend le procédé du disque gravé qu’avait essayé sans succès Thomas Edison dès 1895. « Cette fois, les ingénieurs de Western Electric ont équipé l’appareil de projection et le phonographe de moteurs électriques synchrones qui entraînent les deux machines à la même vitesse. À l’époque, pour des raisons de sécurité et de commodité, tous les films sont projetés en galettes de dix minutes. Pour ne pas interrompre la séance, les cabines des cinémas sont équipées d’un double poste de projecteurs qui fonctionnent en alternance. Le système Vitaphone propose de coupler chaque galette de film avec un disque gravé de dix minutes et d’utiliser deux phonographes. Comme les disques des phonographes du marché tournent à 78 tours par minute et durent de 4 à 6 minutes, pour obtenir la durée nécessaire de dix minutes, sans augmenter le diamètre des disques, ce qui les aurait fragilisés, la vitesse de rotation, à l’enregistrement comme à la lecture, est diminuée de 78 tours à 33 tours 1/3 par minute. » C’est le procédé qui est utilisé en 1926 pour le premier film sonore, en fait un film chantant de près de trois heures Don Juan (film, 1926), réalisé par Alan Crosland, avec la vedette John Barrymore, un succès qui tient l’affiche durant de longs mois à New York. Puis en 1927, le célèbre Chanteur de jazz, réalisé lui aussi par Alan Crosland, avec Al Jolson. En fait de parlant, le film utilise encore les intertitres du cinéma muet. Aucun dialogue n’est enregistré. Seules les chansons le sont ainsi que les rares interventions parlées d’Al Jolson au sein de ces chansons.
« La même année, Fox Film Corporation lance le procédé Movietone qui permet de photographier le son sur une pellicule cinéma et de le rajouter sur la bande le long des photogrammes du film... L’inconvénient de ce procédé est que le son s’altère avec l’usure de la copie. Radio Corporation of America (RCA) lance un an plus tard le son Photophone... Ce procédé a l’avantage de ne pas s’altérer. La piste optique est née, le son et les photogrammes figurent désormais sur le même support, parfaitement solidaires. »

### Les films «avec chansons»

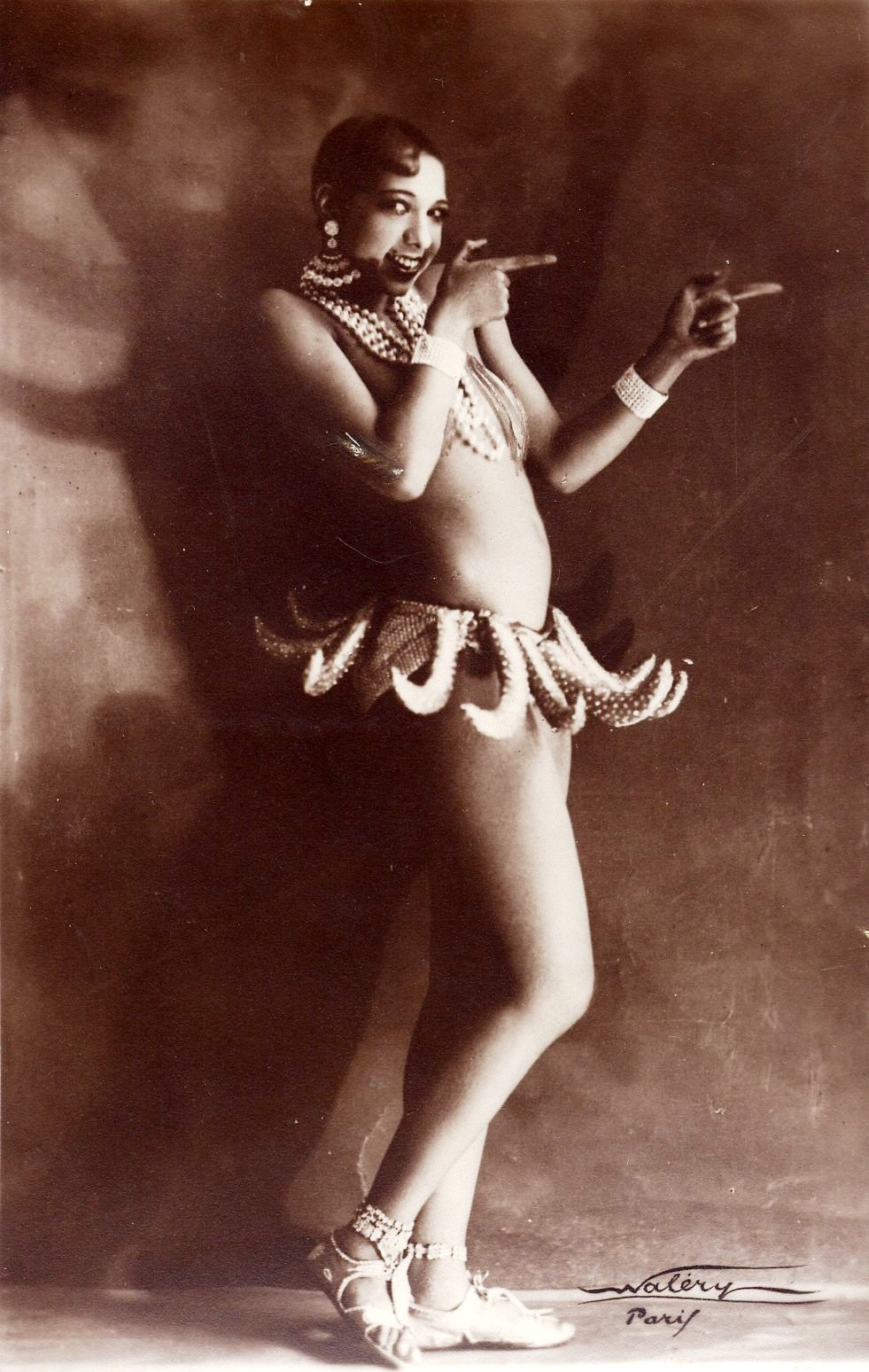
Joséphine Baker.

En quelques années la sonorisation s'impose dans le cinéma mondial et avec elle, la chanson. Sans parler des premières comédies musicales, des opérettes et des opéras filmés, les films des années 1930 contiennent souvent une ou deux chansons, révélant au passage le talent de nombreux acteurs-chanteurs : Jean Gabin (Pépé le Moko, Cœur de lilas), Danielle Darrieux (La crise est finie, Mon cœur t'appelle, Un mauvais garçon), Maurice Chevalier et Claudette Colbert (La Chanson de Paris) ou Marlène Dietrich (L'Ange bleu) par exemple. Des artistes issus du music-hall ou du café-concert gagneront ou regagneront une certaine popularité grâce au cinéma : Fréhel (Pépé le Moko, Cœur de lilas), Joséphine Baker (Princesse Tam Tam, Zouzou) et Bing Crosby. Certains ne quitteront plus le 7e art, comme Fernandel. Les industries du disque et du film se rapprochent en se complétant, les films servant à faire vendre des disques et réciproquement, parfois de manière artificielle, comme lorsque la Gaumont modifie le montage de L'Atalante (Jean Vigo) pour y ajouter la chanson Le Chaland qui passe, par Lys Gauty.
Des films sont même créés à la gloire d'artistes vocaux dont l'« univers » tient souvent lieu de scénario : Charles Trenet (La Route enchantée, Romance de Paris), Irène de Trébert (Mademoiselle Swing), comme plus tard Elvis Presley, les Beatles, Johnny Hallyday, les Spice Girls, Mariah Carey, Eminem et des centaines d'autres. Ce genre n'est pas toujours traité de manière mercenaire et peut procéder d'un choix artistique fort : le film John McCabe, construit autour des chansons de Leonard Cohen qui l'ont inspiré, a été réalisé par Robert Altman.

### La comédie musicale américaine
Les films « avec des chansons » sont rapidement rejoints par la comédie musicale filmée.
Certains films sont des adaptations à l'écran de comédies musicales à succès jouées à Broadway. Les premiers films de ce genre, tous sortis en 1929, sont The Desert Song, de Roy Del Ruth, The Cocoanuts, de Robert Florey et Joseph Santley mettant en scène les Marx Brothers, Paris, de Clarence G. Badger d'après Cole Porter, et surtout Show Boat, de Harry A. Pollard.

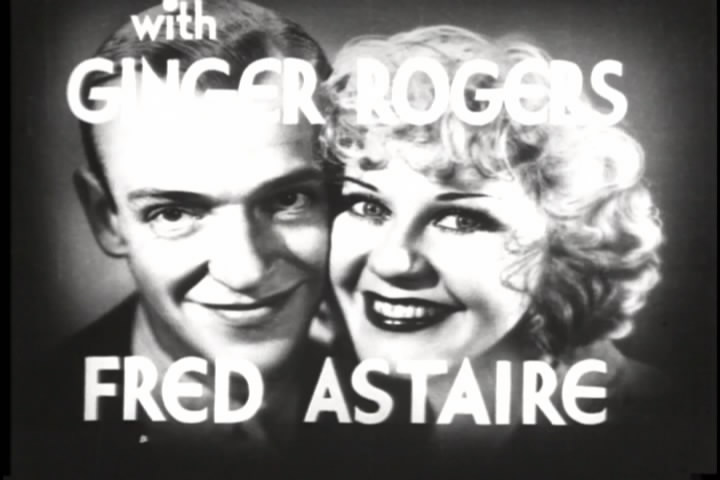
Fred Astaire et Ginger Rogers (Flying down to rio).

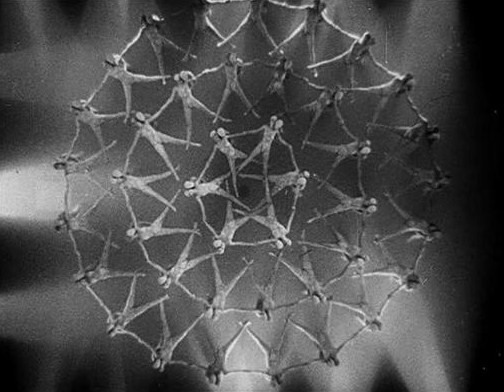
Footlight Parade (1933) de Busby Berkeley, plongée à 90° sur des figures de natation synchronisée.

Les années 1930 sont celles de toutes les extravagances en matière de comédie musicale filmée et de nombreux historiens affirment que le genre n'a jamais connu une telle vitalité depuis. Chants, danses, décors fastueux, les comédies musicales offrent au public de la Grande Dépression le rêve et l'évasion dont il a besoin : les films de Mervyn LeRoy (Golddiggers of 1933, 1935) et de Lloyd Bacon (42th street, 1933, Wonder bar, 1934, À Calliente, 1935), sont très marqués par le style kaléidoscopique du chorégraphe Busby Berkeley qui devient coréalisateur puis réalisateur.
En 1935, avec Le Danseur du dessus, le réalisateur Mark Sandrich offre à la comédie musicale son premier couple mythique : Fred Astaire et Ginger Rogers.
La fin de la décennie voit arriver la couleur. Le Magicien d'Oz, de Victor Fleming, sorti en 1939, constitue à l'époque le film le plus coûteux jamais produit par la Metro-Goldwyn-Mayer. Son succès public est phénoménal. C'est cependant Autant en emporte le vent, du même Victor Fleming, qui lui vole l'Oscar du meilleur film en 1939.

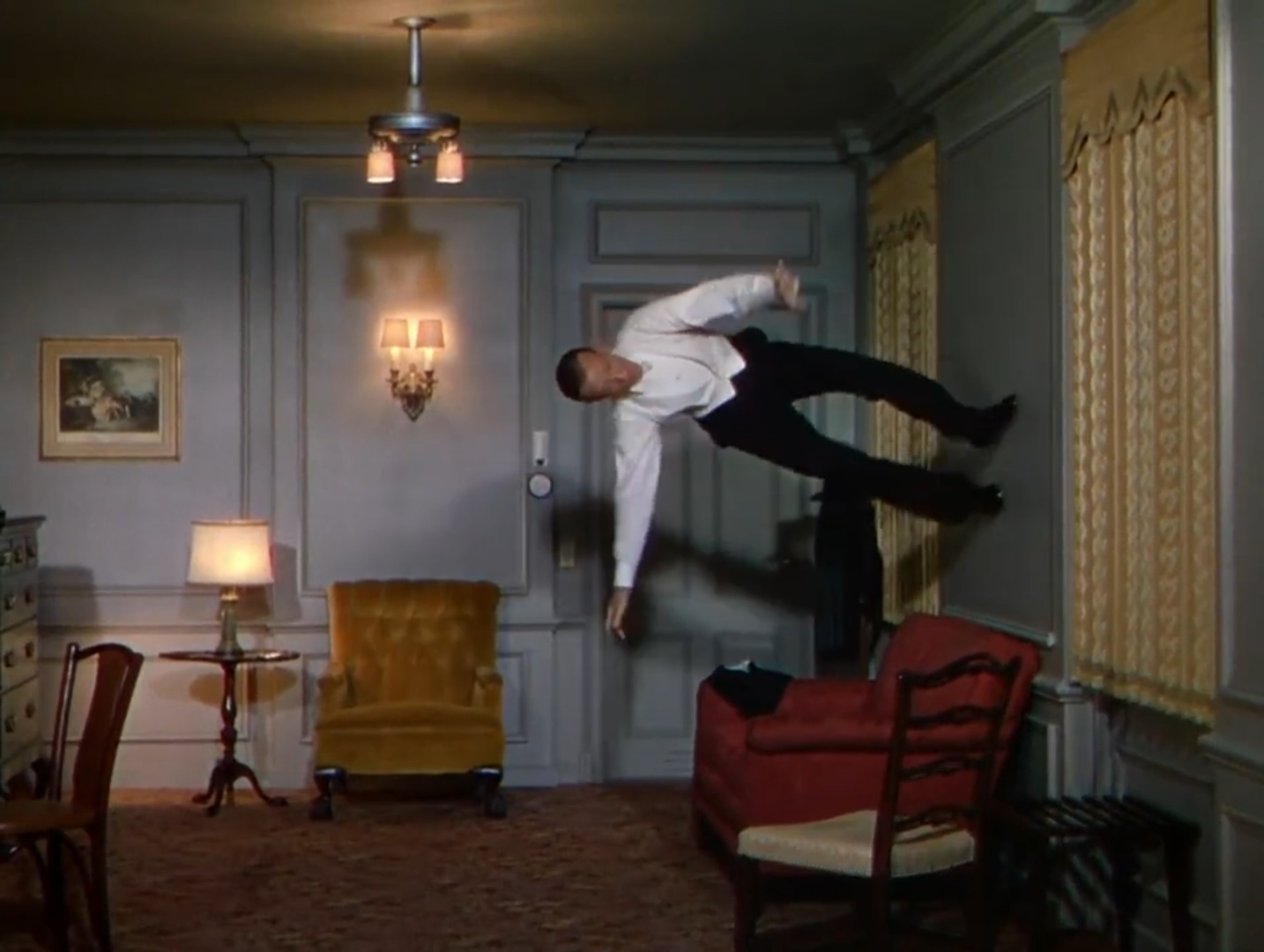
Fred Astaire, affranchi des contraintes de la gravitation, dans Mariage Royal (1951).

Après la Seconde Guerre mondiale, la Metro-Goldwyn-Mayer règne sans partage sur la production de comédies musicales et prend sous contrat Judy Garland, Fred Astaire, Gene Kelly, Frank Sinatra, Vincente Minnelli, Cyd Charisse, Esther Williams, Debbie Reynolds, Mickey Rooney, Jane Powell, Howard Keel, Kathryn Grayson, Ann Miller, etc., pour des films devenus classiques, produits par Arthur Freed, tels que Ziegfeld Follies, Un Américain à Paris, Chantons sous la pluie, Un jour à New York, Le Chant du Missouri ou Tous en scène. Ce second « âge d'or » de la comédie musicale s'achève à la fin des années 1950 avec des films comme Gigi, inspiré du roman homonyme de Colette et dans lequel figuraient Leslie Caron, Maurice Chevalier et Louis Jourdan. Le tout dernier film produit par Samuel Godwyn est Porgy and Bess, réalisé par Otto Preminger en 1959. Les ayants droit de George Gershwin obtiendront en 1974 que le film ne soit plus programmé : ils le jugent trop « comédie musicale » et pas assez « opéra ». Cet épisode démontre s'il en est besoin la réputation problématique dont pâtit parfois le film musical.
C'est en vain que les concurrents de la MGM tentent de percer véritablement dans le domaine du film musical, mais on peut tout de même citer quelques réussites artistiques ou commerciales telles que La Glorieuse Parade (Yankee Doodle Dandy) (1942) et Une étoile est née (1954) chez Warner Bros., Les hommes préfèrent les blondes (1953), Carmen Jones (1954) et Le Roi et moi (1956) chez Fox, Holiday Inn (1942), Blue Skies (1946) et Drôle de frimousse (1957) chez Paramount Pictures et Oklahoma! (1955) chez RKO Pictures.
À partir des années 1960, passée la période de la MGM, Hollywood cesse d'enchaîner les sorties de films musicaux. Les grands succès, souvent adaptés de spectacles de Broadway, sont plus épars, mais non moins marquants : West Side Story (1961), My Fair Lady (1964), La Mélodie du bonheur (1965), Funny Girl (1968), Jesus Christ Superstar (1971), Cabaret (1972), Grease (1978), Que le spectacle commence (1979), Popeye (1980), Annie (1982), Chorus Line (1985), La petite boutique des horreurs (1986), Chicago (2002) ou encore les films de l'Australien Baz Luhrmann : Ballroom Dancing (1992), Roméo + Juliette (1996) et Moulin Rouge ! (2001).

### La comédie musicale hors des États-Unis

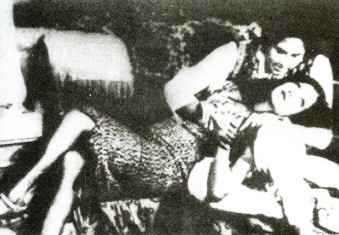
Alam Ara, le premier film musical indien, dont on ne connaît plus aujourd’hui que quelques images.

#### Inde
Depuis Alam Ara d'Ardeshir Irani (1931), le pays qui a produit et produit encore le plus de comédies musicales au monde est l'Inde puisque la plupart des films indiens sont des films musicaux — articulés autour du thème quasi unique du mariage. Généralement longs (trois heures), ils présentent des danses frénétiques et gaies sur des musiques rythmées du répertoire traditionnel ou moderne indien, servies par les playbacks de grands chanteurs comme Lata Mangeshkar, Asha Bhosle ou Mohammed Rafi — car ce ne sont jamais les acteurs des films qui interprètent les chansons.
Hors du marché intérieur indien, ces films sont diffusés dans le monde entier et ont notamment un grand succès dans tout le Maghreb.

#### Égypte
Le cinéma musical égyptien a connu son heure de gloire entre les années 1930 et 1960. Le tout premier film parlant (et chantant) égyptien est Tahta daw' al-qamar (1930) par Choukri Madi. Trois ans plus tard, le film La noce blanche (Al-Warda al-bayda, 1933), de Mohammed Karim, est une étape décisive, notamment grâce au chanteur et compositeur Mohammed Abdel Wahab. Pendant une trentaine d'années, le cinéma égyptien dominera tout le Moyen-Orient, avec des œuvres parfois extrêmement sensuelles et provocantes, notamment après la révolution de 1952 et la proclamation de la République. De nombreux réalisateurs s'illustreront : Al-Warda al-bayda, Salah Abou Seif, Ahmed Badrakhan, Yousry Nasrallah, Niazi Mostafa,
Daoud Abdel Sayed, Radwan El-Kashef, Mohamed Khan... Le plus célèbre, mais pas forcément le plus typique, est Youssef Chahine, toujours en activité.
Bien qu'ils n'aient tourné l'un et l'autre que relativement peu de films la chanteuse Oum Kalsoum et le chanteur Mohammed Abdel Wahab ont donné au cinéma égyptien quelques prestations marquantes. On peut citer aussi Farid El Atrache, Mohamed Fawzi, Tahia Carioca. La danseuse Samia Gamal est elle aussi une référence incontournable du cinéma égyptien d'après-guerre avec par exemple le film Madame la diablesse (1949) où elle incarne un génie malicieux.
Après la guerre des Six Jours (1967), qui ébranle la confiance des Égyptiens en Nasser, et après la mort de ce dernier en 1970, la production cinématographique égyptienne s'effondre, tout comme la production littéraire qui y était d'ailleurs liée. La période Sadate, qui voit l'abandon du secteur public du cinéma marque la fin de l'âge d'or du cinéma égyptien.

#### Grande-Bretagne
En Grande-Bretagne, le film musical n'a jamais cessé d'exister, notamment dans le cadre de coproductions américano-britanniques. Le premier film britannique parlant, qui est aussi le premier film mis en musique, est Blackmail, par Alfred Hitchcock (1929). Les années 1930 donnent la part belle à des acteurs et des actrices comme Arthur Askey, Cicely Courtneidge, Gracie Fields, George Formby, Jack Hulbert, Stanley Lupino (en), Tommy Trinder, Jack Buchanan et surtout Jessie Matthews.
Mais il faut surtout évoquer ici les films de Michael Powell et Emeric Pressburger : Les Chaussons rouges (1948), Les Contes d'Hoffmann, Oh ! Rosalinda !, Le Château de Barbe-Bleue.
Ensuite, on peut citer Beat Girl (1959) It's All Happening (en) (1963), Catch us if you can (1965), Oliver ! (1968), Scrooge (1970), Bugsy Malone (1976), Absolute Beginners (1986), Evita (1997), mais aussi tous les films issus de la musique pop/rock, de Cliff Richard (The young ones, Summer holiday) au mouvement punk. Parmi les réalisateurs dont l'œuvre se démarque de la tradition américaine, mentionnons Julien Temple et Alan Parker.
Les Monty Python incluent souvent des passages chantés dans leurs films tels que Le Sens de la vie ou La Vie de Brian.

#### Espagne
Pour les années 1930-1940, on doit mentionner les artistes Imperio Argentina, Concha Piquer Estrellita Castro et Juana Reina Castrillo et les réalisateurs Florian King, Benito Perojo, Juan de Orduña et Luis Lucia.
La période franquiste est plutôt favorable aux films musicaux, avec notamment la série des Joselito (quatorze films entre 1956 et 1969). Le cinéma musical espagnol est riche, dans plusieurs registres : chanson populaire, folklore, Zarzuela, et flamenco, avec les films de Francisco Rovira Beleta (Los Tarantos, 1963, El amor brujo, 1967) et de Carlos Saura.

#### Allemagne
Tout comme en Italie, le film musical est très courant en Allemagne avant la Seconde Guerre mondiale, mais se raréfie ou devient l'exception ensuite.
Les années 1930 virent la réalisation de plusieurs films musicaux allemands, souvent aussi tournés simultanément en version française, et parfois également anglaise, avec un casting différent suivant les versions. Durant cette décennie, l'Ufa produit une série d'opérettes filmées parmi lesquelles Le congrès s'amuse, Le Chemin du paradis et L'Ange bleu sont les exemples les plus représentatifs et également ceux qui connurent le succès le plus impressionnant. Certaines chansons, comme Avoir un bon copain (Ein Freund, ein guter freund) sont entrées dans la postérité.
L'Opéra des quat'sous, adaptation de la comédie musicale du même nom, fut adapté une nouvelle fois au cinéma en 1962. La chanson Mack the Knife, version anglaise de La complainte de Mackie (Die Moritat von Mackie Messer) est devenue un standard du jazz après avoir été reprise dans les années 1950 par de nombreux artistes américains.
L'arrivée au pouvoir d'Adolf Hitler et du parti nazi en 1933 entraina un changement dans l'art. Le Chemin du paradis fut interdit en 1937 à cause des origines juives du réalisateur et de certains membres de l'équipe. Les artistes juifs ou qui avait des proches juifs s'exilèrent ou furent déportés. Kurt Gerron qui joua dans L'Ange bleu et Le Chemin du paradis fut assassiné à Auschwitz tandis qu'Oskar Karlweis, Wilhelm Thiele, et les compositeurs Friedrich Hollaender (L'Ange bleu, Moi et l'impératrice, Einbrecher) et Werner R. Heymann (Le Chemin du paradis, Le congrès s'amuse, Princesse à vos ordres !, Le Capitaine Craddock, Un rêve blond…), entre autres, quittèrent l'Allemagne, tout comme Lilian Harvey (dont le régime nazi confisqua les biens). Marlène Dietrich s'opposa au régime nazi et prit la nationalité américaine.
Toutefois, si l'arrivée du régime nazi en Allemagne marque l'éloignement des juifs au cinéma, il ne marque pas la disparition des films musicaux. À titre d'exemple, citons L'Étudiant pauvre (1936), Leichte Kavallerie (1935), Capriccio (en) (1938, l'un des derniers films allemands auxquels a participé Lilian Harvey), Der singende Tor (1939) et Le Chant de la métropole (1943).

#### France
En France, dans les premières années du cinéma parlant, de nombreux films ont été réalisés avec chansons, et parfois quelques essais de chorégraphies, par exemple en 1931 Le Million de René Clair (musique de Georges van Parys) ou en 1935 Fanfare d'amour de Richard Pottier (musique de Joe Hajos). De René Clair encore, on peut citer, en 1931 toujours, À nous la liberté (musique de Georges Auric), Break The News en 1938, puis, plus tard, en 1952, Les Belles de nuit (musique, de nouveau, de Georges van Parys).
Après la Seconde Guerre mondiale également, certaines opérettes de Francis Lopez furent adaptées au cinéma (La Belle de Cadix de Raymond Bernard en 1953 ou Le Chanteur de Mexico de Richard Pottier, en 1956). Enfin, certains ballets de Roland Petit furent mis en scène pour le grand écran, notamment par Terence Young dans Les Collants noirs en 1961. Côté ballet filmé, citons encore Symphonie pour un homme seul de 1957, réalisé par Louis Cuny, sur une musique de Pierre Schaeffer et Pierre Henry et une chorégraphie de Maurice Béjart.
Mais la comédie musicale est surtout représentée par le réalisateur Jacques Demy, associé à la Nouvelle Vague. Son premier film musical est Lola (1961) puis l'expérience est retentée trois ans plus tard avec Les Parapluies de Cherbourg, un film intégralement musical et dont tous les dialogues sont chantés. Celui-ci marque une étape de l'histoire du film musical.
Demy réitère avec Les Demoiselles de Rochefort interprété notamment par l'acteur-danseur américain Gene Kelly, puis réalise ensuite Peau d’âne (1970) et sortira un second film entièrement chanté dans la même veine que Les Parapluies de Cherbourg baptisé Une chambre en ville. À la fin des années 1980, il tourne son dernier film, Trois places pour le 26, avant de mourir à 59 ans.
Jacques Demy est sans doute le seul cinéaste français à avoir fait sa spécialité du film musical à l'américaine, même s'il eut des prédécesseurs fameux, tels René Clair au début du parlant, ou bien, à un degré moindre, Richard Pottier. L'univers cinématographique créé par Demy a beaucoup inspiré Damien Chazelle pour écrire La La Land (2016). Sans en faire une spécialité, de nombreux autres réalisateurs ont tenté des expériences musicales : Alain Resnais (On connaît la chanson, Pas sur la bouche), Claude Duty (Filles perdues, cheveux gras), Olivier Ducastel (Jeanne et le Garçon formidable), Pierre Koralnik (Anna), etc. À deux reprises, le réalisateur et scénariste Christophe Barratier tente l'expérience, d’abord avec Les Choristes en 2004 puis avec Faubourg 36 en 2008, ainsi que Christophe Honoré avec Les Chansons d'amour (2007) et Les Bien-aimés (2011) dont les chansons ont été composées par Alex Beaupain.

### Le film musical générationnel
Avec l'émergence, au cours de la seconde moitié du XXe siècle, d'une véritable culture adolescente, chaque génération, chaque genre musical, fait l'objet d'hommages plus ou moins pertinents et plus ou moins sincères de la part de l'industrie du cinéma. Le rock 'n' roll (La Blonde et moi, Beat Girl) La musique soul/Rhythm and blues (The Wiz, The Blues Brothers), la musique country (La Cage aux poules), la disco (La Fièvre du samedi soir), le punk (La Grande Escroquerie du Rock'n'Roll), le Hip-hop (Beat Street), etc.
Des comédies musicales subversives et autres opéras-rock naissent aussi de la contre-culture des années 1960-1970 en Grande-Bretagne ou aux États-Unis : Phantom of the Paradise (1974), The Rocky Horror Picture Show et Tommy (1975), Hair (1979), The Wall (1982). Ici, le genre musical n'est plus un produit, mais un véritable outil de contestation politique. On peut en dire autant, dans une certaine mesure, de films tels que Footloose et Dirty Dancing qui associent musique, danse et quête d'émancipation.
De nombreux films musicaux s'attachent à évoquer le difficile parcours d'un artiste qui part à la recherche de son talent : Chorus Line, French Cancan, Fame, Flashdance, etc.

### Le film de concert
En marge de ces acceptions majoritaires, on peut distinguer quelques autres catégories entrant dans le domaine du film musical, à commencer par les enregistrements de prestations musicales. Dans les années 1960 et surtout années 1970, le genre fut abondamment fourni, la plupart des grandes villes occidentales ayant des salles uniquement dédiées à ce genre de films. Stylistiquement, les films relèvent plus du documentaire, la créativité se limitant souvent au split screen, mais à une époque de moindres supports de diffusions culturelles, il répondait à une demande d'images de la part d'un public fervent.
L'archétype du genre est Woodstock de Michael Wadleigh, sorti en 1970, filmé au cours du festival du même nom en août 1969. Mais de nombreux concerts et festivals furent filmés et exploités en salles : The Beatles at Shea Stadium (en) ; Jimi Plays Monterey (Jimi Hendrix) ; Gimme Shelter, Sympathy for the Devil (The Rolling Stones) ; les festivals Monterey Pop, de l'île de Wight, Celebration at Big Sur. Le dernier avatar notable du genre fut la captation que Martin Scorsese réalisa en 1978 du concert d'adieu de The Band : The Last Waltz. En 1987, le film Sign O' The Times de Prince est l'un des derniers exemples de l'exploitation en salle d'un concert filmé. L'expansion du marché de la vidéo, puis du DVD a fait complètement disparaître ces films des grands écrans.
Paradoxalement, malgré l'engouement du public des années 1970, peu de films furent réalisés qui ne soient pas de simples captations, mais de véritables mises en scène, en image et en musique. À côté de quelques essais psychédéliques de Yes, la seule création notable demeure Pink Floyd: Live at Pompeii, initialement un téléfilm franco-allemand, sorti en salle en 1973. Pour mémoire, signalons néanmoins les émissions spéciales que réalisaient les Beatles à la télévision (BBC) à l'occasion des fêtes de Noël, et dont il reste au moins The Magical Mystery Tour (1967), également exploité en salle par la suite.

### Les films biographiques
De nombreux films biographiques sont consacrés au récit romancé de la carrière de plusieurs artistes. On peut citer The Rose (1979), inspiré de la vie de Janis Joplin, What's Love Got to Do with It (1993), consacré à Tina Turner, Walk the Line (2005), consacré à Johnny Cash et La Môme (2007), consacré à Édith Piaf. Made in Hungaria (2009) se présente comme une autobiographie romancée de Miklós Fenyő (hu) et son groupe Hungária (hu).
Dans certains de ces films, les musiciens interprètent leur propre rôle : Glitter, avec Mariah Carey, 8 Mile avec Eminem, Réussir ou mourir avec 50 Cent, Le Chant des ondes (2012) avec Maurice Martenot...

### Les films de musiciens
Des musiciens ont profité de leur notoriété ou de leur fortune pour devenir producteurs, ou parfois même réalisateurs de films musicaux. On peut notamment mentionner Prince (Purple Rain, Under The Cherry Moon et Graffiti Bridge), Bob Dylan (Renaldo et Clara), Les Beatles (Magical Mystery Tour), ou encore des chanteurs-acteurs tels que Serge Gainsbourg (Je t'aime moi non plus) et Barbra Streisand.
De nombreux chanteurs ont fait une importante carrière au cinéma, y compris dans des films non chantés : Alain Souchon, Jennifer Lopez, Eddy Mitchell, Johnny Hallyday, Frank Sinatra, Jacques Higelin, Jacques Dutronc, Cher et Marc Lavoine, par exemple.

### Le cinéma d'animation

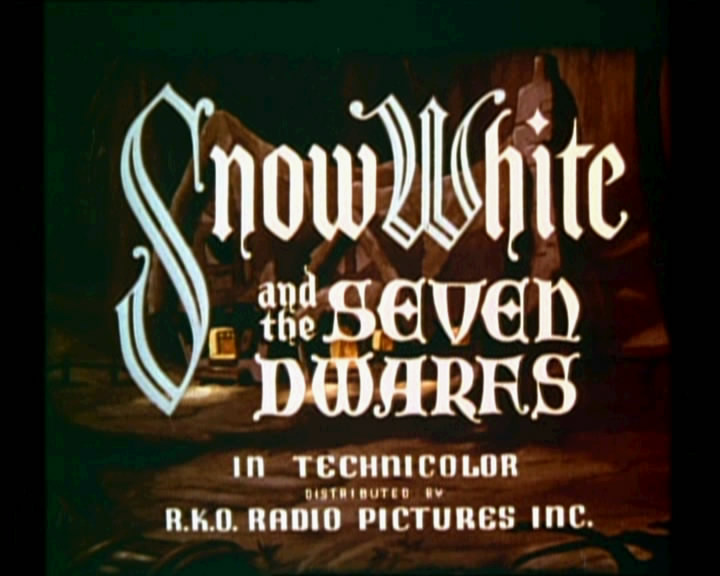
Photogramme d'une bande-annonce pour Blanche-Neige et les Sept Nains, 1937. Avec ce film, Disney crée une formule qui n'a pas changé depuis : le long-métrage animé en couleurs, avec des chansons.

Disney, avec Warner Bros. (Silly Symphonies, 1929 ; Merrie Melodies, 1931), crée des courts métrages animés et musicaux, parfois chantés. En 1937, Blanche-Neige et les Sept Nains inaugure une formule conservée par les studios Disney jusqu'au début des années 2000, celui du long-métrage d'animation en couleurs, avec des parties chantées. Mais l'on considère généralement que le premier film long-métrage musical animé est Douce et Criquet s'aimaient d'amour tendre (Mister Bug Goes to Town) des frères Max et Dave Fleischer (1941).
L'année précédente, en 1940, les studios Disney s'étaient lancés dans une expérience originale, avec le film Fantasia qui est constitué de huit séquences illustrant à l'écran des morceaux d'anthologie de la musique classique, de Johann Sebastian Bach à Igor Stravinsky. Le film est inspiré des travaux du cinéaste d'avant-garde Oskar Fischinger, un disciple de Walter Ruttmann qui, dès le début des années 1930 avait réalisé des films d'abstraction géométrique illustrant Liszt ou Gershwin.
À partir de 1989, Alan Menken, un compositeur de comédies musicales issu du monde du théâtre, écrit les chansons des « grands films d'animation » Disney, comme La Petite Sirène, Aladdin, La Belle et la Bête, Le Bossu de Notre-Dame, Hercule et Pocahontas. Cette collaboration vaudra à Alan Menken d'être devenu le compositeur vivant ayant reçu le plus d'Oscars (huit au total).
En 1993, Disney innove encore en produisant une comédie musicale en animation en volume, L'Étrange Noël de monsieur Jack, par Henry Selick.

### Le film d'opéra
Enfin, dans le cadre de films contenant de la musique, des chansons et de la danse, le film d'opéra est une catégorie à part entière. Les films d'opéras ne furent que peu produits jusque dans les années 1950 et notamment l'apparition du son stéréophonique. Herbert von Karajan réalise quelques productions hiératiques pour lesquelles des caméras, sur scène, filment des mises en scène spécifiques et conventionnelles, dont notamment une Aïda d'après Verdi dans laquelle Sophia Loren est doublée par Renata Tebaldi.
Il faut attendre les années 1980 pour voir des productions spécifiquement cinématographiques, à commencer par la triple production que Peter Brook fit de Carmen en 1983. Il avait monté l'opéra au théâtre dans un format légèrement restreint, mais avec trois équipes de solistes différentes, pour permettre une représentation quotidienne. Il décide de prolonger l'expérience en réalisant trois films intitulés La Tragédie de Carmen, à l'intérieur même du théâtre, mais en en utilisant tous les lieux possibles, avec ses trois équipes de chanteurs et en recréant une mise en scène pour l'écran. Les rôles-titre sont tenus par Hélène Delavault, Zehava Gal (en) et Eva Saurova.
Mais l'homme-clé du genre demeure Daniel Toscan du Plantier qui, au cours des années 1980, est l'initiateur et le producteur d'une série de films utilisant toutes les ressources du cinéma au service des opéras, réalisés en décors naturels ou en studio selon les impératifs artistiques, et appelant des grands noms pour les réaliser : Don Giovanni de Joseph Losey en 1980, Carmen de Francesco Rosi en 1984, La Bohème de Luigi Comencini en 1988, Boris Godounov d'Andrzej Żuławski en 1989.
Sur cette lancée, Frédéric Mitterrand produit et réalise une notable Madame Butterfly en 1995.

## 1930-1980: Premier âge d'or
Le film musical connaît un premier âge d'or au début des années 1950 — bien qu'il y ait eu de nombreux films de ce genre produits auparavant — avec la sortie de plusieurs films aujourd'hui devenus des classiques, comme Chantons sous la pluie (1952) ou Un Américain à Paris (1951). Le genre se caractérise par l'adaptation à l'écran de nombreuses comédies musicales provenant des cartons de Broadway. C'est ainsi que West Side Story a droit à sa transposition à l'écran en 1961. Ce genre se popularise de plus en plus avec la sortie de plusieurs films d'animation produits par Walt Disney Pictures comme Blanche-Neige et les Sept Nains, mais aussi de films en prise de vues réelles comme Mary Poppins de Robert Stevenson qui lança la carrière cinématographique de Julie Andrews. De nombreux acteurs de la scène, dont Gene Kelly et Fred Astaire, apparaissent alors à l'écran. Ce genre inspire aussi de nombreux réalisateurs comme Woody Allen avec Tout le monde dit I love you (1996) : ceux-ci mettent un point d'honneur à intégrer des films musicaux dans leur filmographie. D'autres en firent leur spécialité : parmi eux, Jacques Demy et Robert Wise.
Le genre s'essouffle au début des années 1980 : en 1986, Jacques Demy qui était devenu en France le « réalisateur musical de la Nouvelle Vague », sort le dernier film de sa carrière, Trois Places pour le 26. Ce n'est qu'à partir des années 1990 que cet essoufflement se concrétise, les films de ce genre commençant à se faire rares. Au départ, plus qu'un seul film musical sort chaque année, puis les œuvres de ce genre de spectacle se fait rare jusqu'à disparaître complètement au début des années 2000. Seules quelques rares exceptions attirent l'attention du public comme Chicago de Rob Marshall, Moulin-Rouge de Baz Luhrmann ou Les Misérables de Tom Hooper.

### Principaux réalisateurs du premier âge d'or
- Gene Kelly (19 films)
- Vincente Minnelli (14 films)
- Stanley Donen (12 films)
- Robert Z. Leonard (8 films)
- Jacques Demy (7 films)
- Robert Wise (3 films)
- Robert Stevenson (2 films)

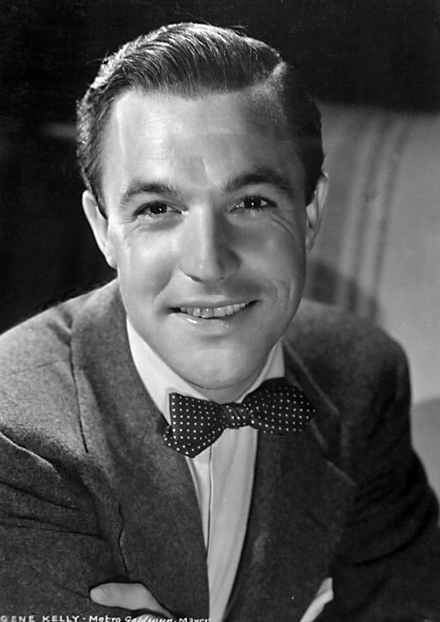
A la fois réalisateur, acteur, danseur et chanteur, Gene Kelly a révolutionné le genre du film musical à la fois devant et derrière la caméra.
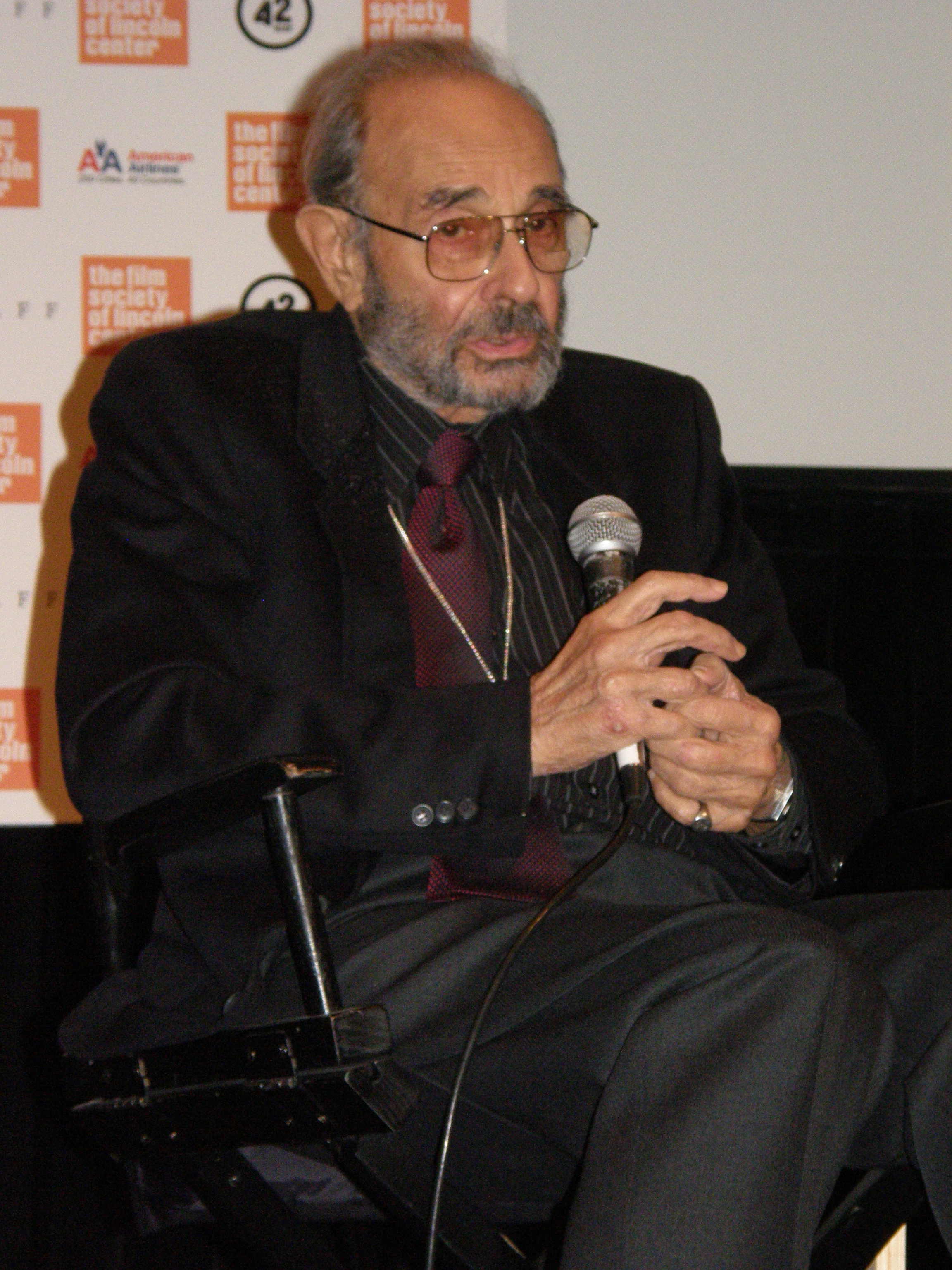
Stanley Donen est l'un des spécialistes du genre dans les années 1960, signant notamment Chantons sous la pluie qui est un véritable succès.
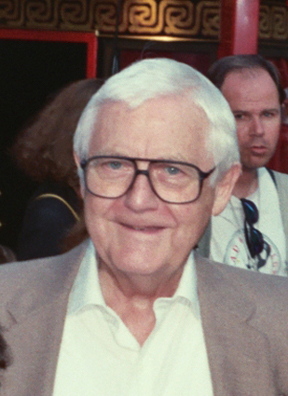
Robert Wise a lancé la carrière de nombreuses actrices en adaptant des classiques de la scène de Broadway, qui lui ont valu de nombreux Oscars.

### Principaux acteurs du premier âge d'or

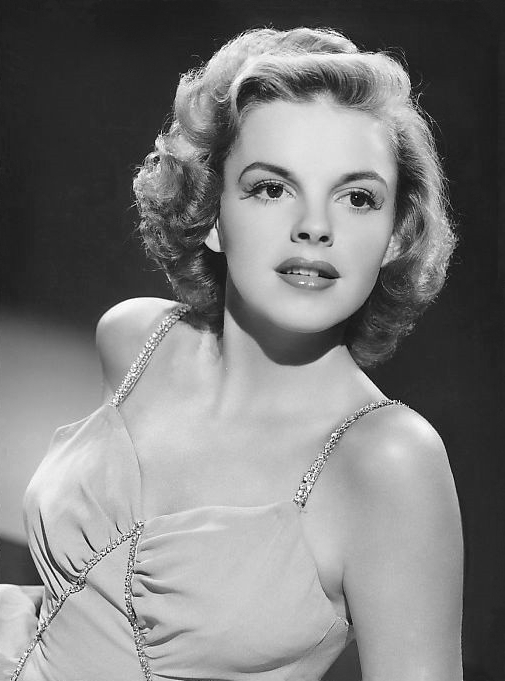
Judy Garland est une des premières icones du genre. Entre 1939 et 1950 : elle représentera l'image de la chanteuse et actrice de comédie-musicale. Statut acquis grâce au Magicien d'Oz, en 1939.
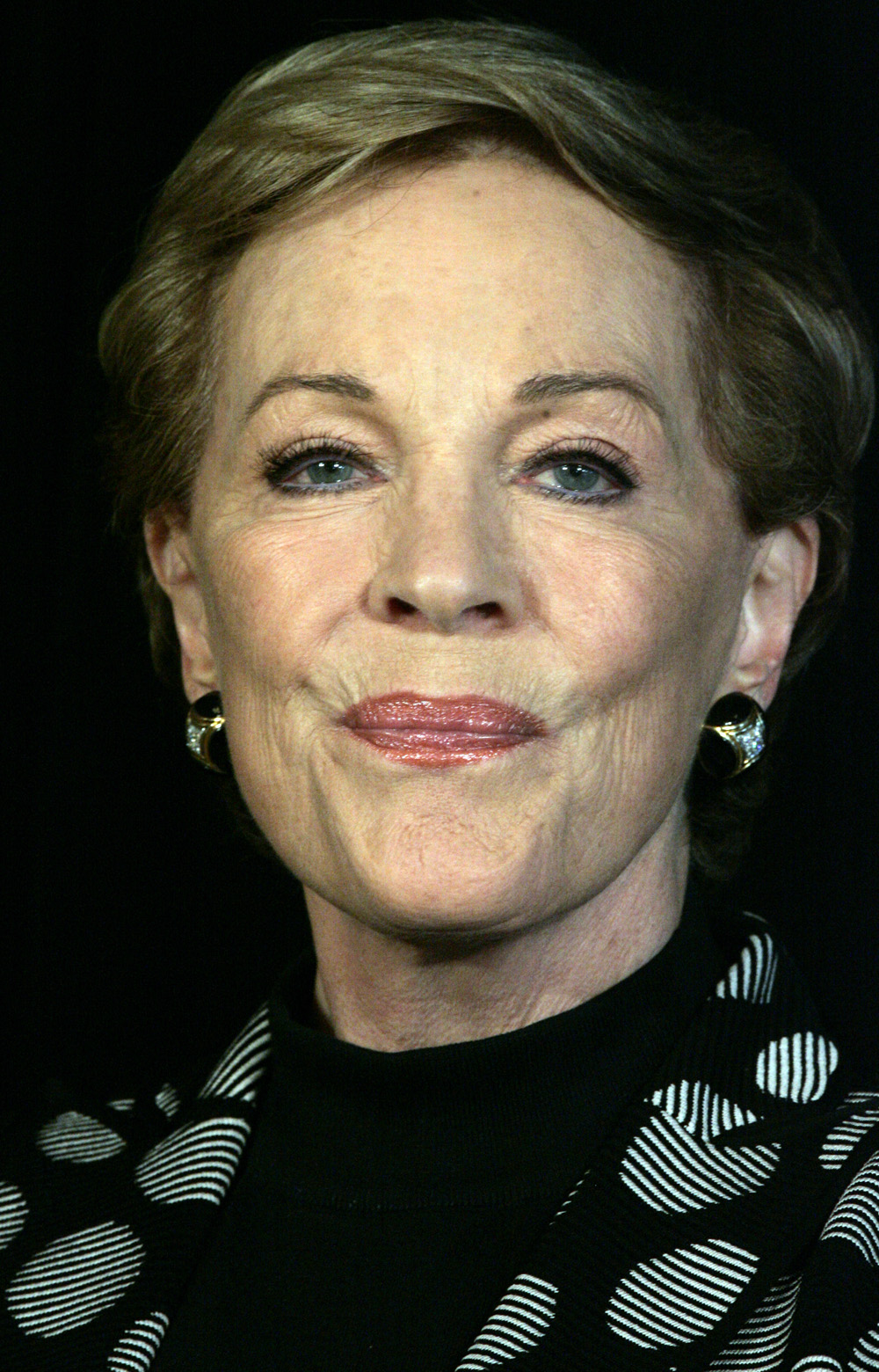
Julie Andrews a débuté à Brodway avant de connaître la consécration avec des films comme Mary Poppins (1964) et La Mélodie du Bonheur.
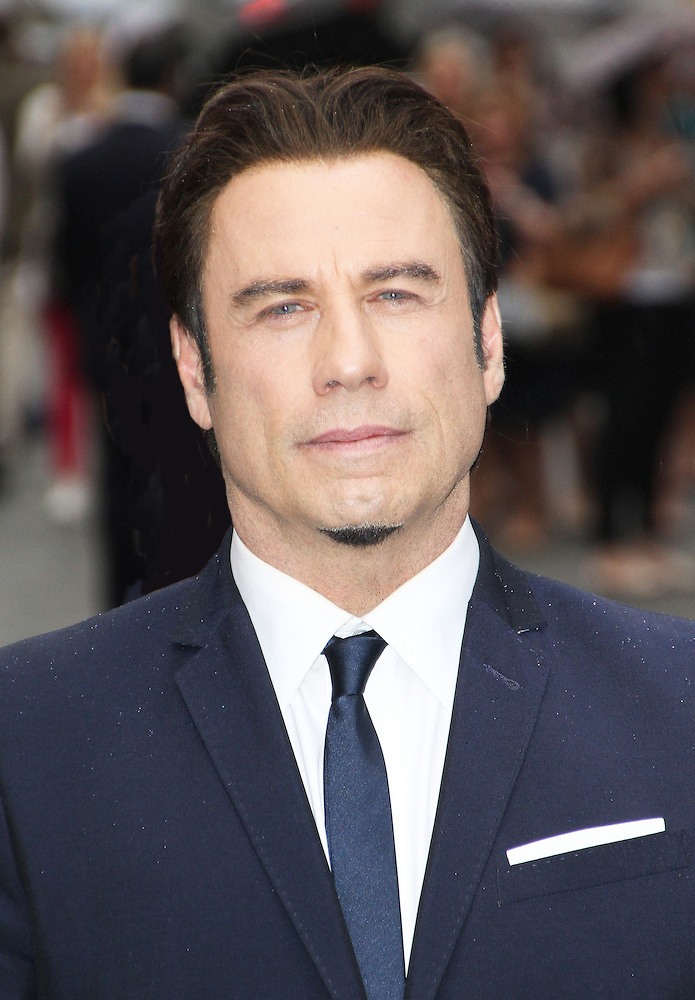
John Travolta a redoré l'image du film musical dans les années 1970 et 1980 avec ses rôles dans Grease et La Fièvre du samedi soir.
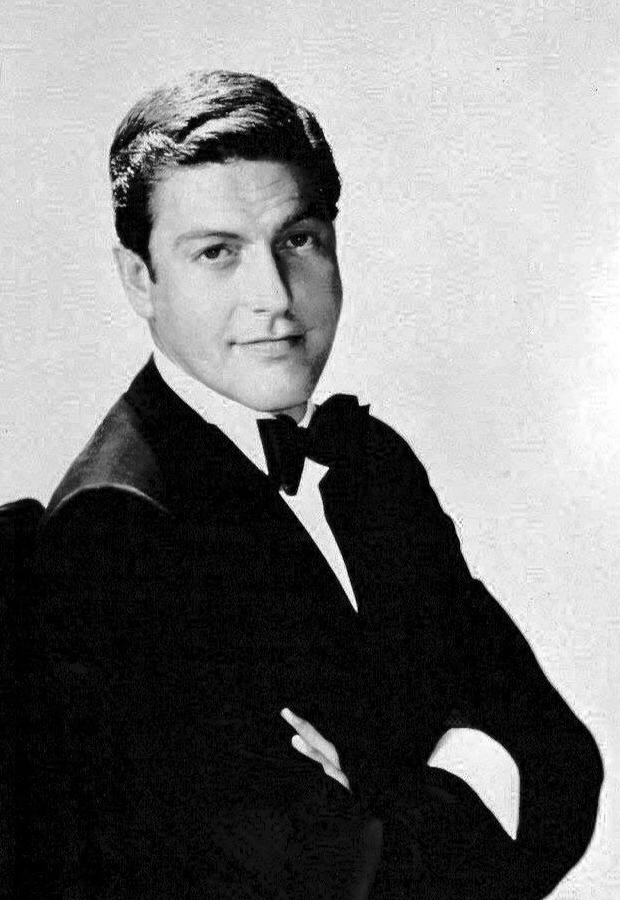
Dans les années 1960, Dick Van Dyke a fait les beaux jours du cinéma musical avec des films comme Chitty Chitty Bang Bang.
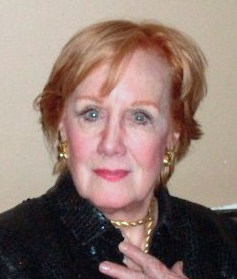
Marni Nixon : on ne la voit jamais à l'écran mais elle est la voix chantée de Deborah Kerr dans Le Roi et moi ainsi que de Natalie Wood dans West Side Story et d'Audrey Hepburn dans My Fair Lady.
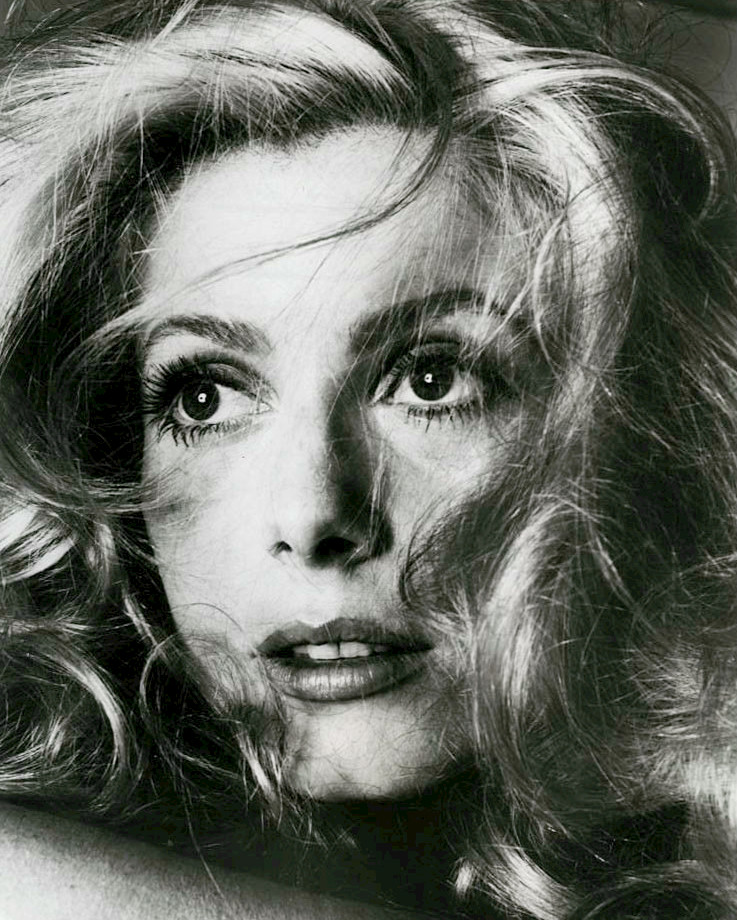
Véritable muse de Jacques Demy : Catherine Deneuve apparaît dans presque tous ses films, y compris Les Parapluies de Cherbourg, Les Demoiselles de Rochefort et Peau d'âne, bien qu'elle soit doublée au chant.
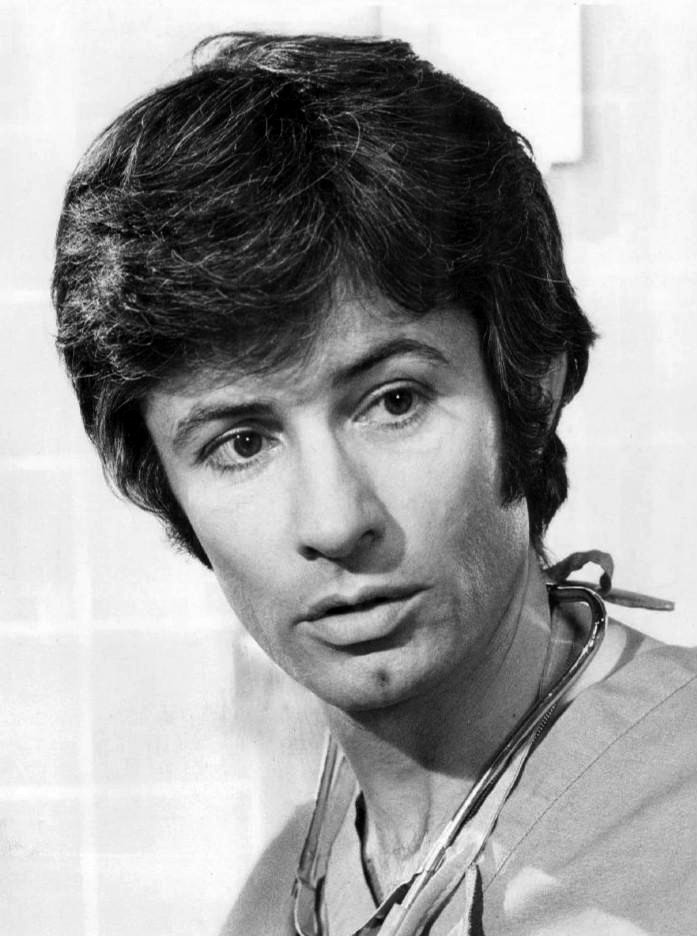
George Chakiris s'impose lui aussi comme un des acteurs phares de ce genre avec des films tels que West Side Story qui lui a valu un Oscar.
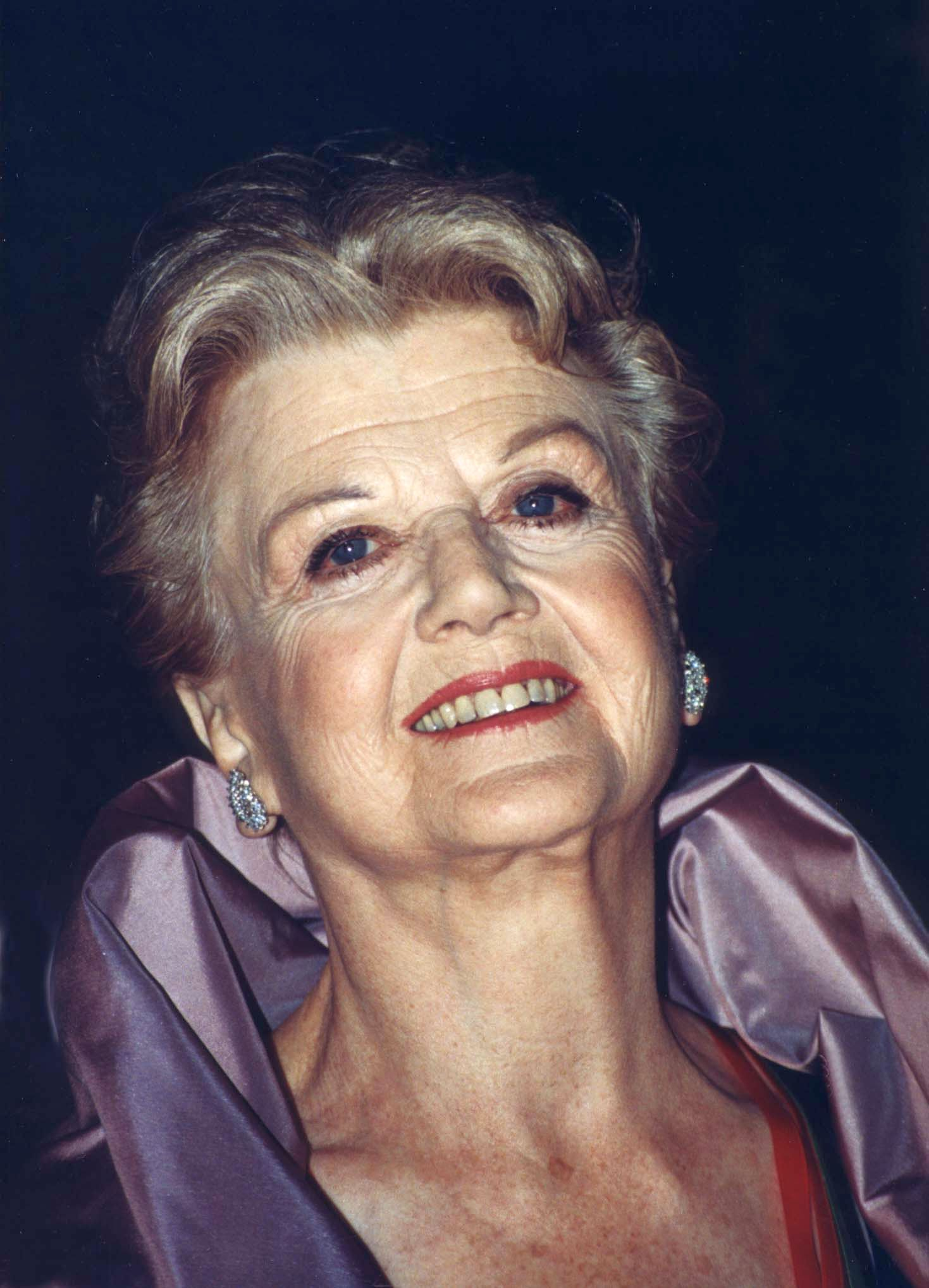
Angela Lansbury est une figure mythique du premier âge d'or du film musical. Elle figure dans pas moins de 4 films musicaux à succès, dont L'Apprentie sorcière.
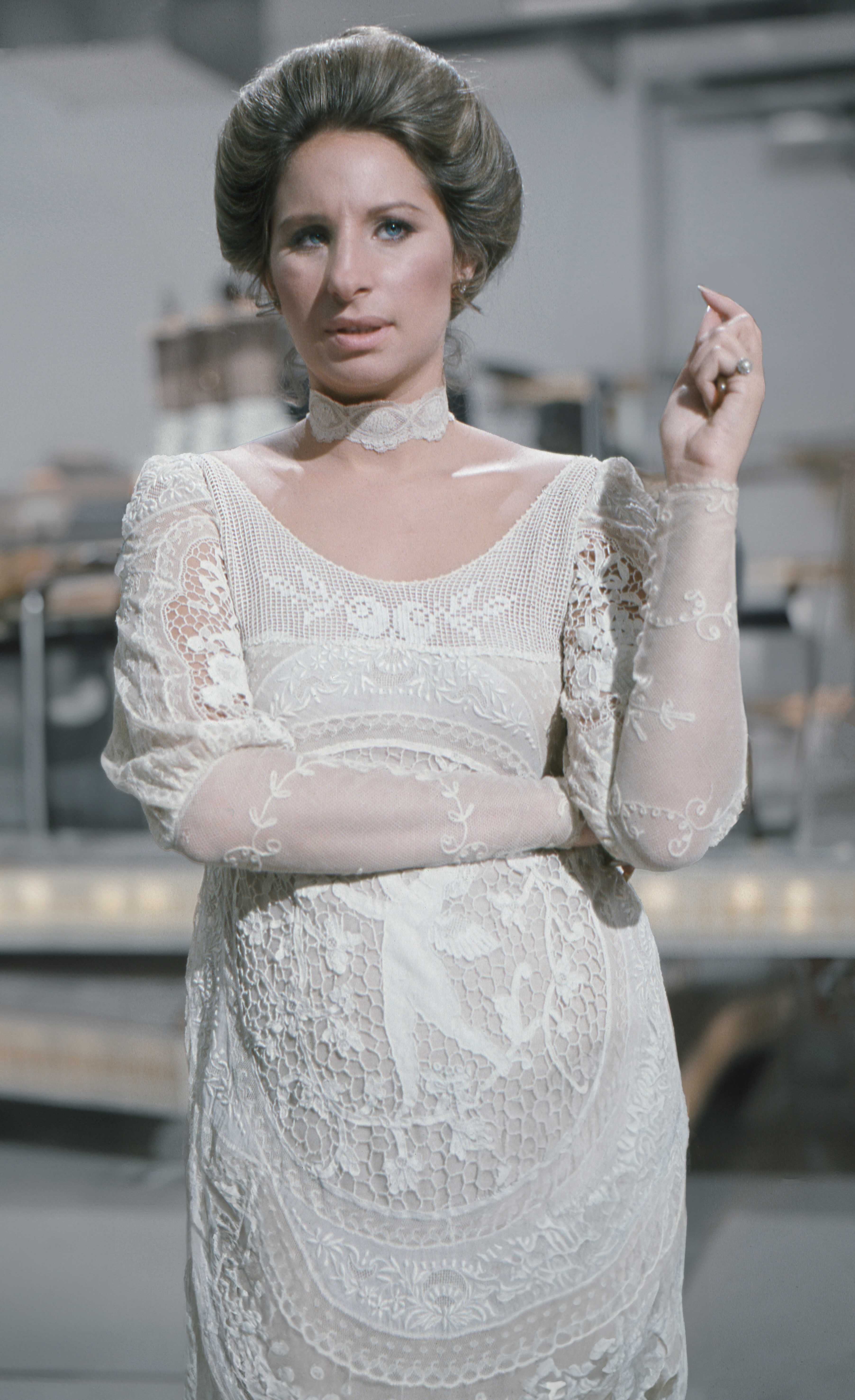
La chanteuse et actrice : Barbra Streisand a représenter le nouveau visage du genre dans les années 1970 avec des films comme Hello Dolly ou Funny Girl !
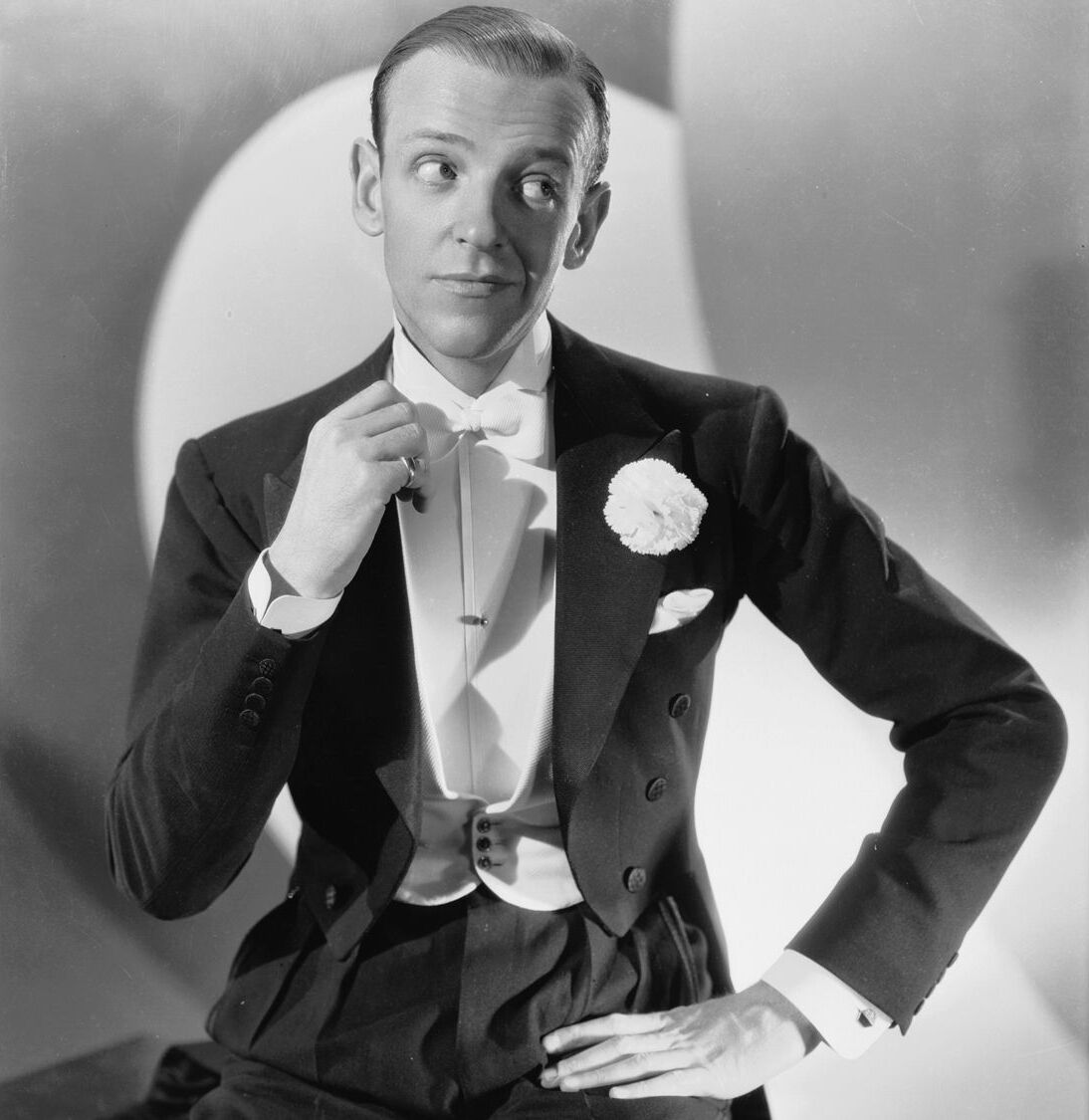
Fred Astaire, pionnier du genre au début des années 1920
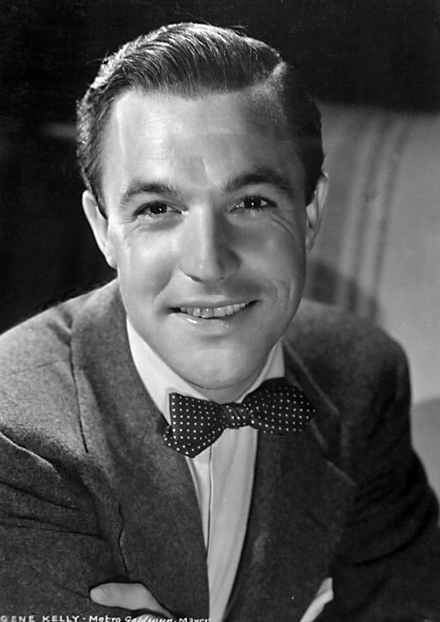
A la fois réalisateur, acteur, danseur et chanteur, Gene Kelly a révolutionné le genre du film musical à la fois devant et derrière la caméra.
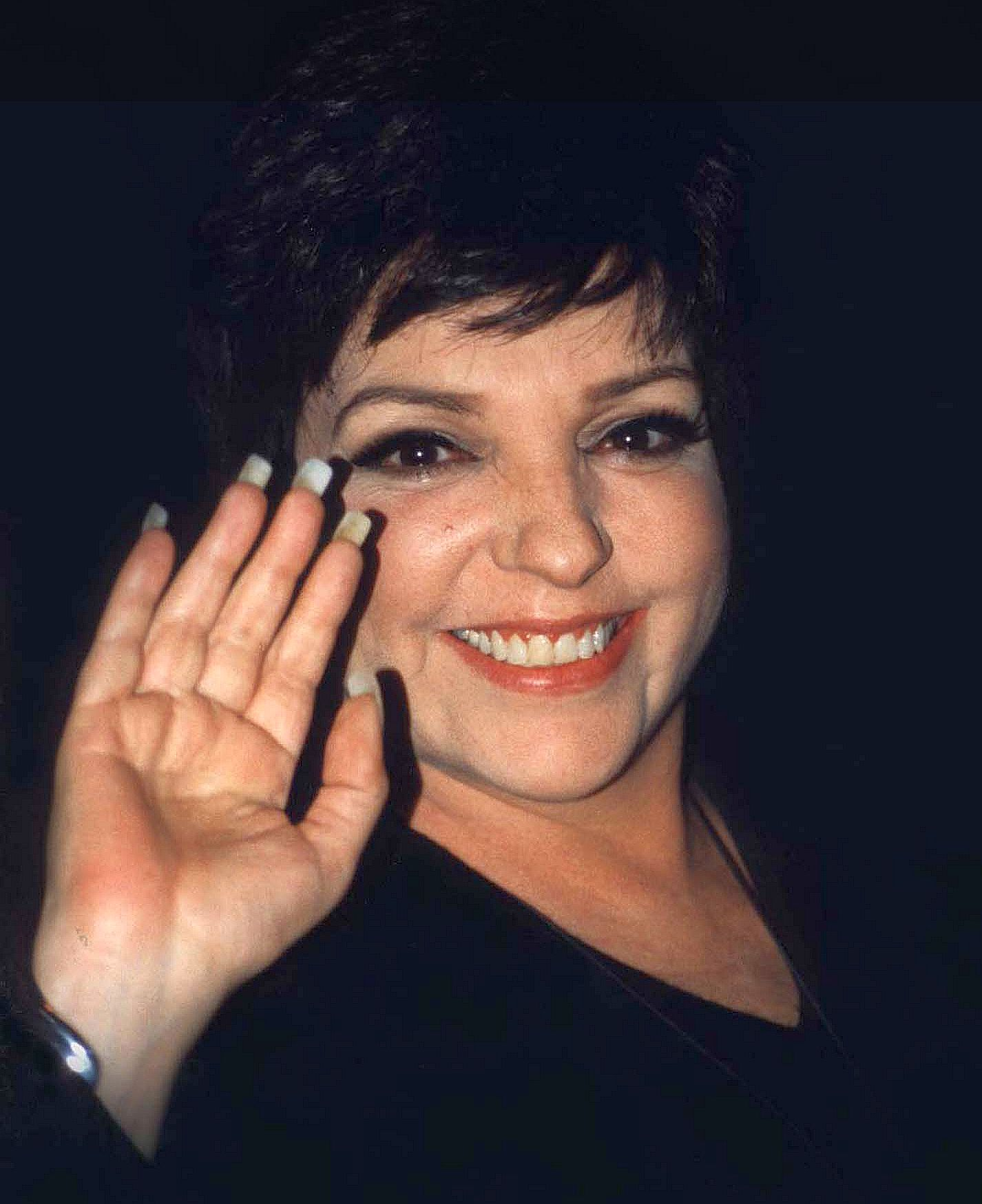
Fille de Judy Garland : Liza Minelli obtient une reconnaissance du public grâce à ses talents de chants et acting. Ses deux plus grands succès reste Cabaret et New York, New York !

## 2014-: Nouvel âge d'or

### Prémices
Bien que le genre musical semble mort au début 2000, de nombreux réalisateurs ont essayé de réinstaurer ce genre. Ce fut le cas par exemple : de Baz Luhrmann qui tenta des expériences dans ce domaine en mettant par exemple en scène : Moulin Rouge ! qui fut la première comédie-musicale jubox au cinéma. Deux réalisateurs français se sont essayés au genre : Alain Resnais qui signait trois films musicaux, et Christophe Barratier. Ce fut une période ou Disney Channel continuait à s'essayer aux genres sans réels succès, mis à part peut-être la saga des High School Musical. D'autres grands réalisateus se sont essayés aux genres sans en faire toutefois leurs spécialité : Tim Burton avec Sweeney Todd, ou Stephen Daldry avec Billy Eliott.
Le second âge d'or du film musical débute à partir de l'année 2014 avec la sortie des films Into the Woods de Rob Marshall tiré de la comédie musicale éponyme, et de Jersey Boys de Clint Eastwood. Deux ans plus tard avec la sortie de La La Land de Damien Chazelle, ce genre revient à la mode. Le film crée un véritable engouement de la part du public et de la presse avec la victoire écrasante du long-métrage à la 89e cérémonie des Oscars qui égalera le record en nominations des films : Titanic et Eve. Un an plus tard, les studios Disney sortent les remakes des films d'animations : La Belle et la Bête de Bill Condon ou Le Livre de la jungle de Jon Favreau qui furent des succès considérables au box-office.

### Concrétisation
En 2018, le genre musical se refait une véritable place avec les sorties respectives de The Greatest Showman de Michael Gracey, Mamma Mia! Here We Go Again de Ol Parker, mais surtout les sorties du remake de A Star Is Born par l'acteur-réalisateur Bradley Cooper. Ce nouvel âge d'or se caractérise également par la sortie du film Le Retour de Mary Poppins par Rob Marshall.
En France, le nouvel âge d'or est caractérisé par la sortie du film Guy] de Alex Lutz qui est nommé 6 fois aux Césars et en gagne 2. Aux États-Unis ce genre prend de plus en plus d'essor. Ainsi A Star Is Born (quatrième remake d'un film avec Judy Garland), Le Retour de Mary Poppins sont nommés aux Oscars et Goldens Globes mais ils sont battus par Bohemian Rhapsody de Bryan Singer et Dexter Fletcher (non-crédité). À partir de l'année 2019 ce genre cinématographique élargit ses horizons avec les sorties respectives de Rocketman de Dexter Fletcher (déjà à l'œuvre sur Bohemian Rhapsody) qui est sélectionné comme film d'ouverture au Festival de Cannes. Dans la foulée le remake Aladdin de Guy Ritchie sort en salle et c'est à nouveau une victoire écrasante des studios Disney au box-office. Dans l'engouement les réalisateurs John Favreau et Steven Spielberg annoncent chacun la sortie de deux nouvelles productions musicales. Favreau annonce qu'il réalisera un remake du film Le Roi Lion , tandis que Spielberg travaille à une nouvelle adaptation de West Side Story avec Ansel Elgort et la production de l'adaptation de Cats par Tom Hooper (réalisateur des films récompensés Les Misérables et Le Discours d'un roi).
Après l'échec critique et public de Cats, absent des Oscars et des Golden Globes, et après les immenses succès rencontrés par les films Bohemian Rhapsody, Rocketman ou encore Judy, les grandes sociétés de production hollywoodiennes comme Disney/Fox et la Paramount décident de développer une flopée de biopics musicaux, dont le dernier en date est Going Electric avec Timothée Chalamet.
La deuxième partie de cet âge d'or se caractérise par la mise en place des remakes par Disney, l'adaptation de comédies musicales venues de Broadway ou West-End et enfin la mise en place de séries télévisées musicales comme Schmigadoon!. C'est un âge d'or qui se caractérise notamment par la recherche de nouvelles idées. Pour certains spécialistes[Qui ?], ce retour du genre s'explique par le fait que le film musical est un cinéma de crise et que les différents évènements de crises se font de plus en plus présent.
À partir de l'année 2020, ce genre est définitivement réhabilité avec la sortie du film Annette de Leos Carax qui reçoit le Grand Prix du Jury au Festival de Cannes, puis celles de D'où l'ont vient de Jon Chu, Tick Tick Boom de Lin-Manuel Miranda et Tralala des frères Larrieux.

### Principaux réalisateurs du nouvel âge d'or
- Kenny Ortega (8 films)
- Rob Marshall (5 films)
- Damien Chazelle (5 films)
- Jon Chu (4 films)
- Baz Luhrmann (3 films et 1 série)
- John Carney (3 films)
- Alain Resnais (3 films)
- Dexter Fletcher (3 films)
- Tom Hooper (2 films)
- John Favreau (2 films)
- Ryan Murphy (1 film et 1 série)
- Leos Carax (1 film)
- Jacques Audiard (1 film)

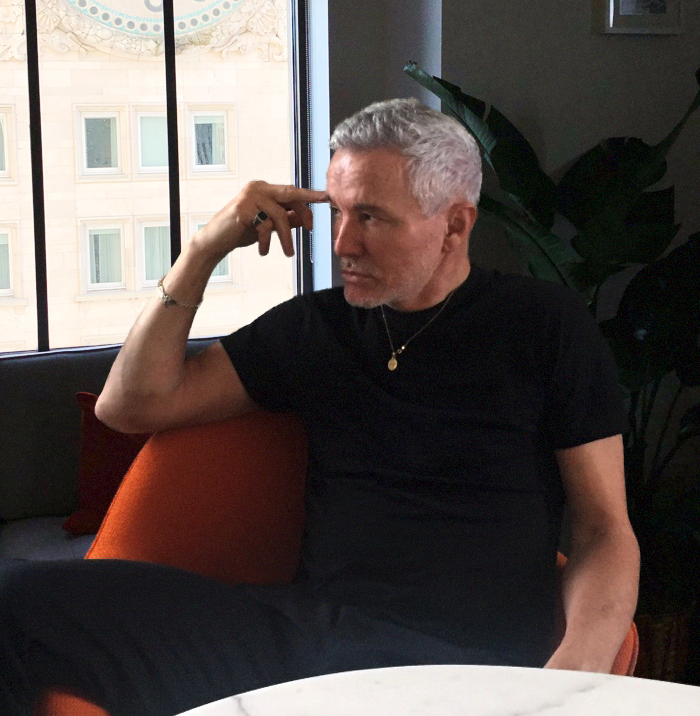
Baz Luhrmann est aussi un des premiers à vouloir remettre le genre au-devant de la scène. Sa première comédie-musicale Moulin Rouge, sortie en 2001 sera mondialement reconnue et célébrée notamment par de nombreuses nominations aux Oscars.
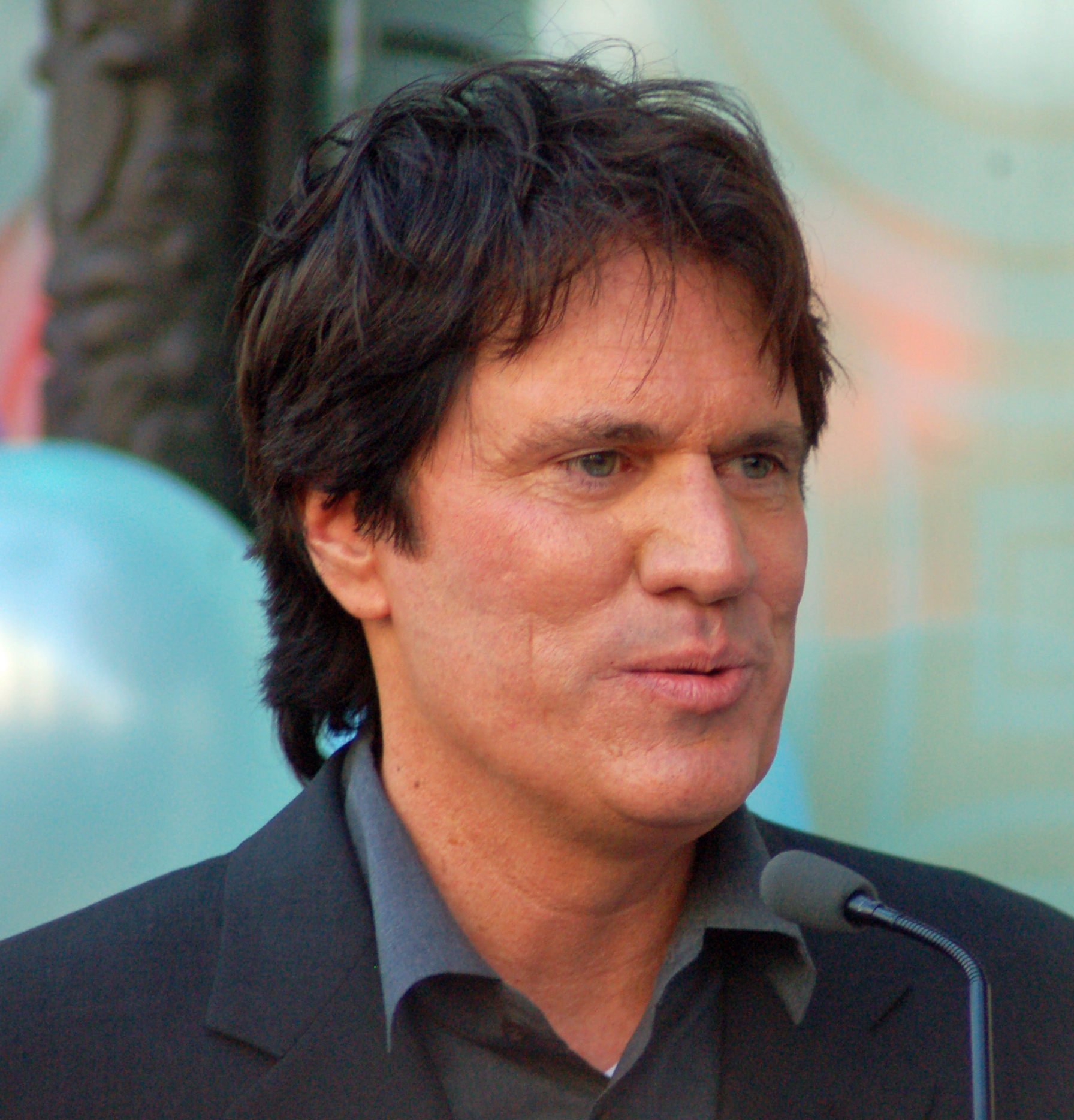
Avec 5 films musicaux à son actif, Rob Marshall est devenu l'un des spécialistes de ce genre, ses plus grands succès étant Chicago et Le Retour de Mary Poppins. Il fut également nommé à l'Oscar du meilleur réalisateur en 2002.
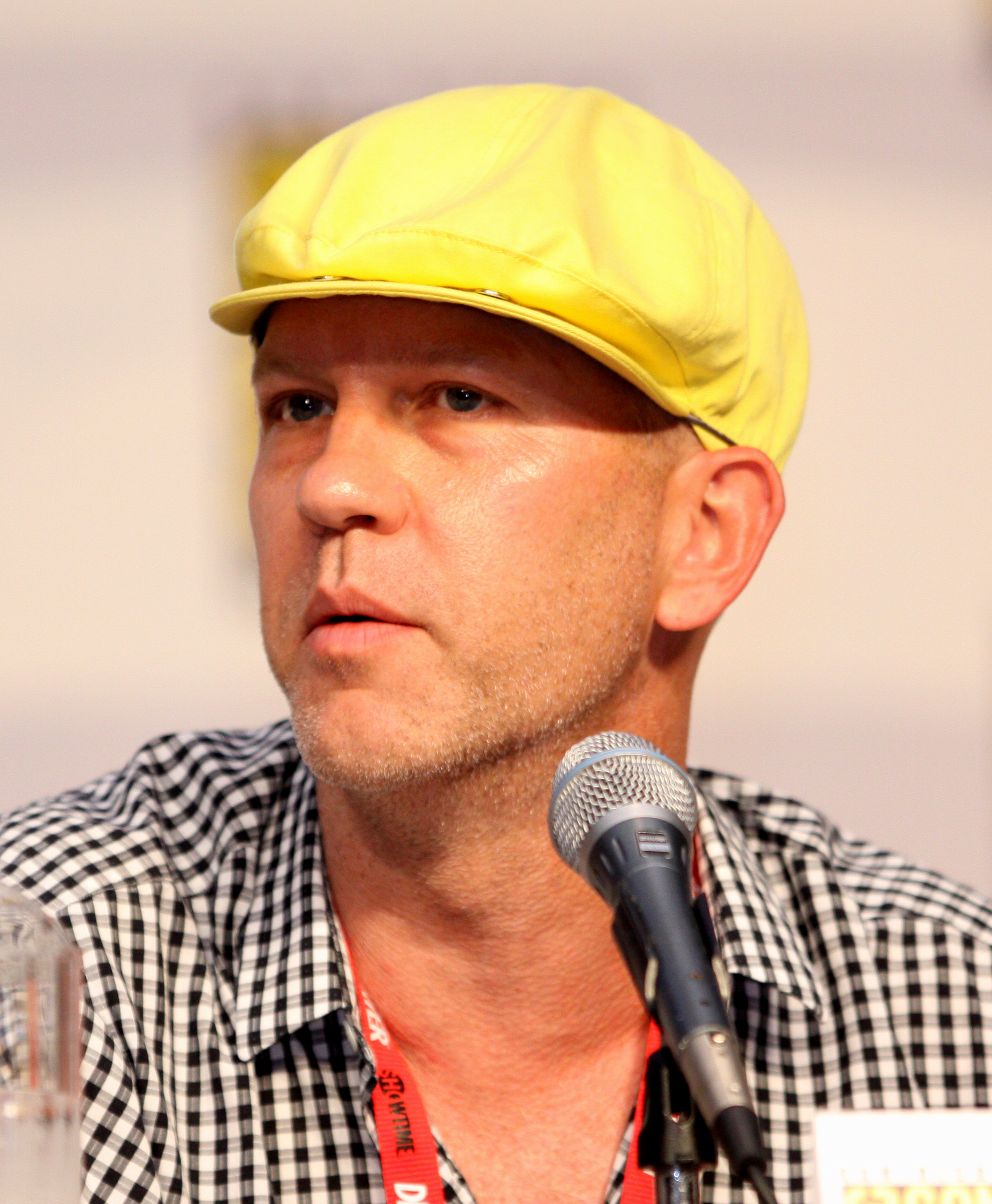
Bien avant de se lancer dans la réalisation de comédies musicales pour le cinéma, le producteur prolifique Ryan Murphy avait révolutionné le petit écran avec la série musicale Glee. Au cinéma, on lui doit notamment la réalisation de The Prom.
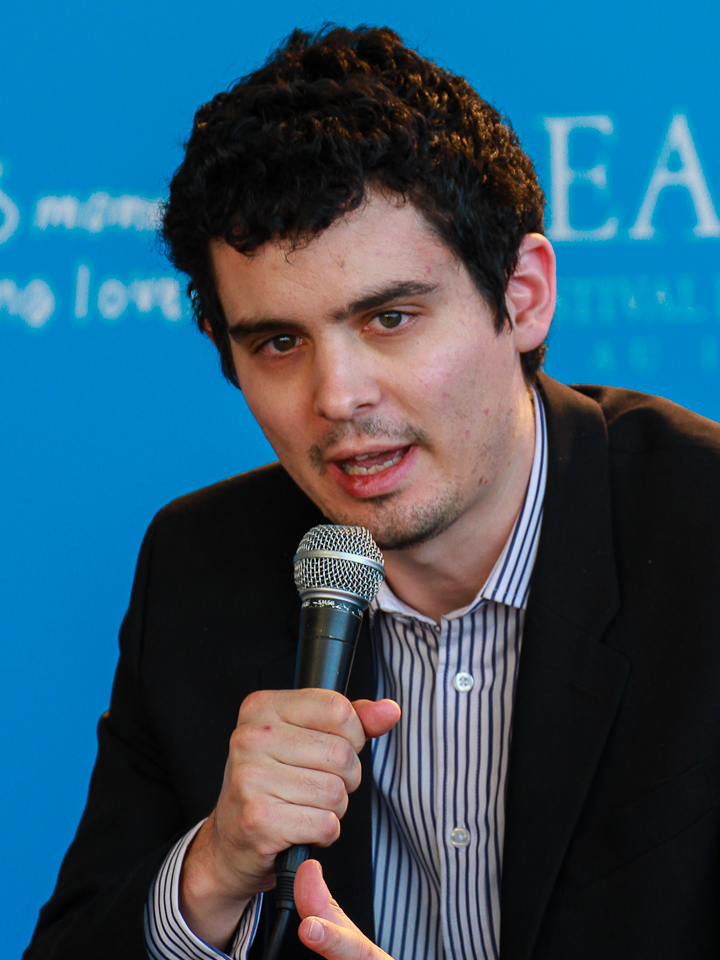
Grand spécialiste du genre, Damien Chazelle donne un nouveau souffle au genre du film musical dans les années 2010 avec les films La La Land et Whiplash.
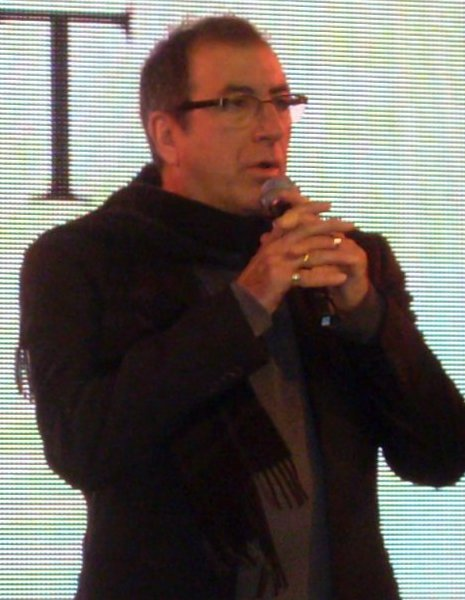
Kenny Ortega débute au cinéma avec le film Newsies qui est un échec. Depuis, il s'impose notamment avec High School Musical et Descendants.
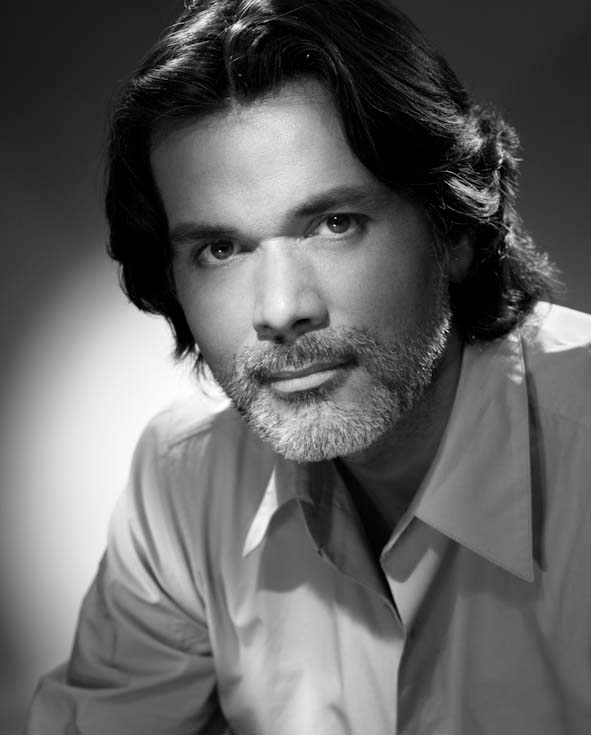
En France, Christophe Barratier (Les Choristes) reste l'un des seuls à avoir connu le succès avec des films musicaux en ce début de XXIe siècle.

### Principaux acteurs du nouvel âge d'or

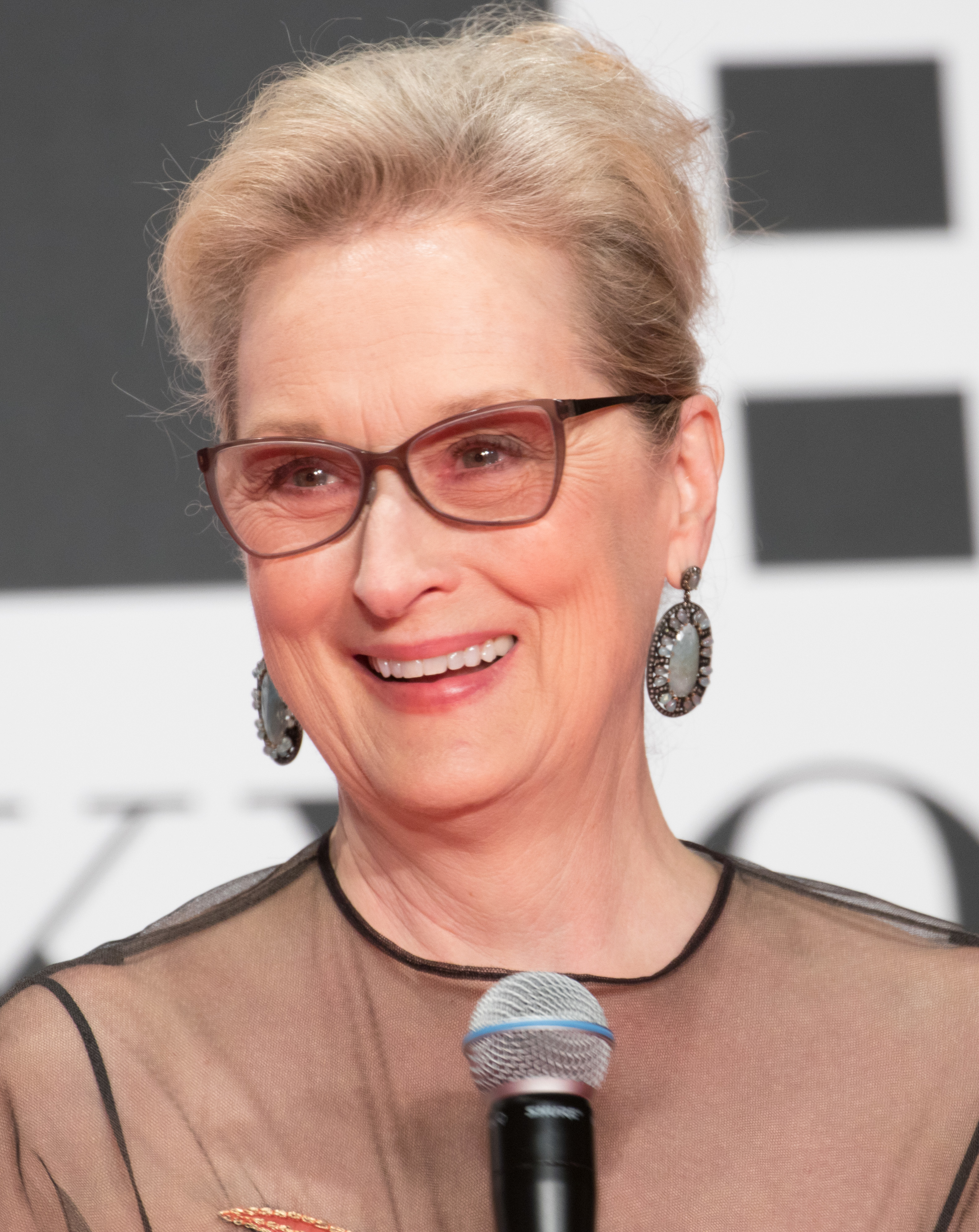
Surnommée "la reine des comédies-musicales" Meryl Streep est devenue une spécialiste du genre avec 8 films à son actif.
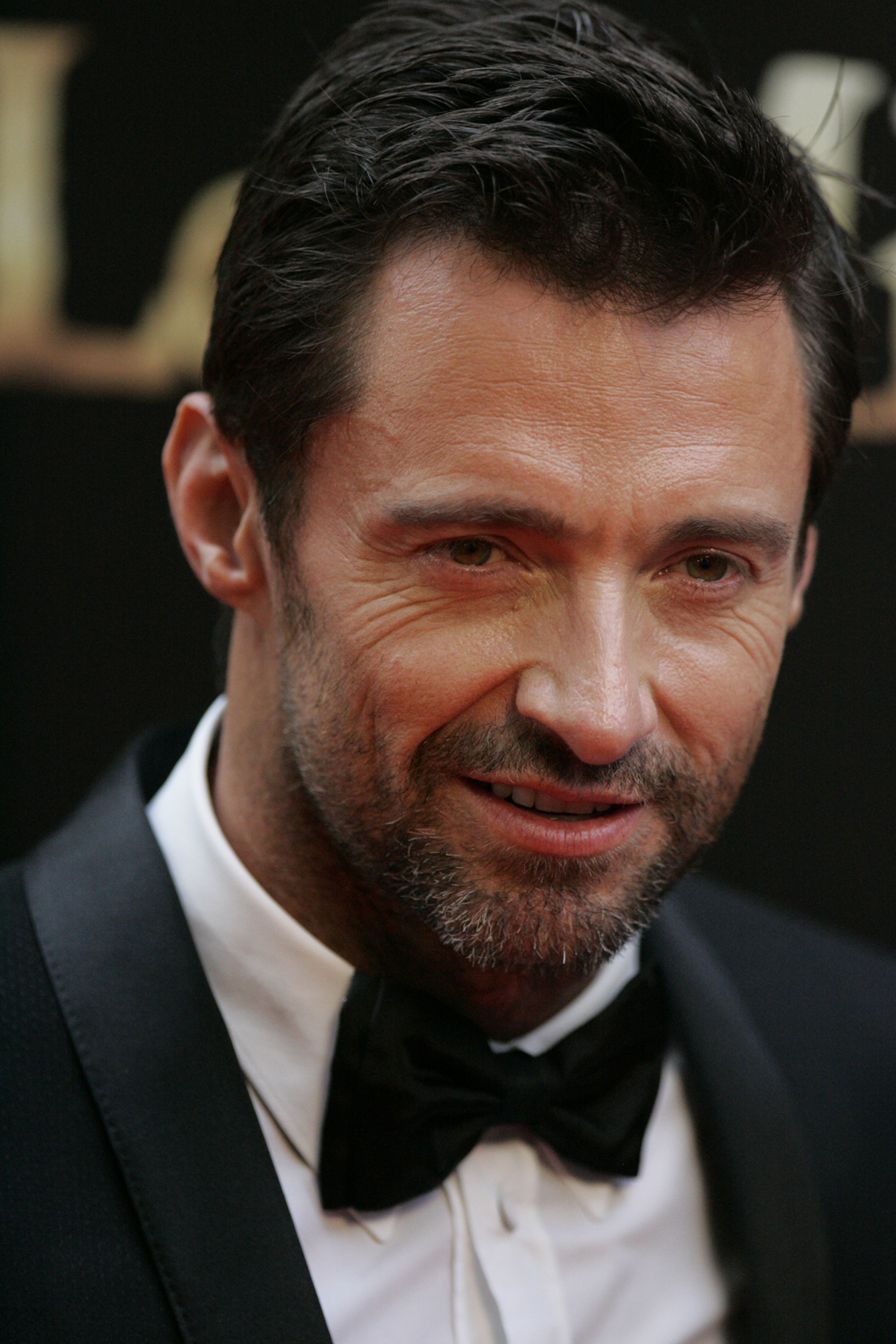
Originaire de Broadway : Hugh Jackman a joué dans deux œuvres majeurs du genre : Les Misérables en 2012 et The Greatest Showman, en 2017.
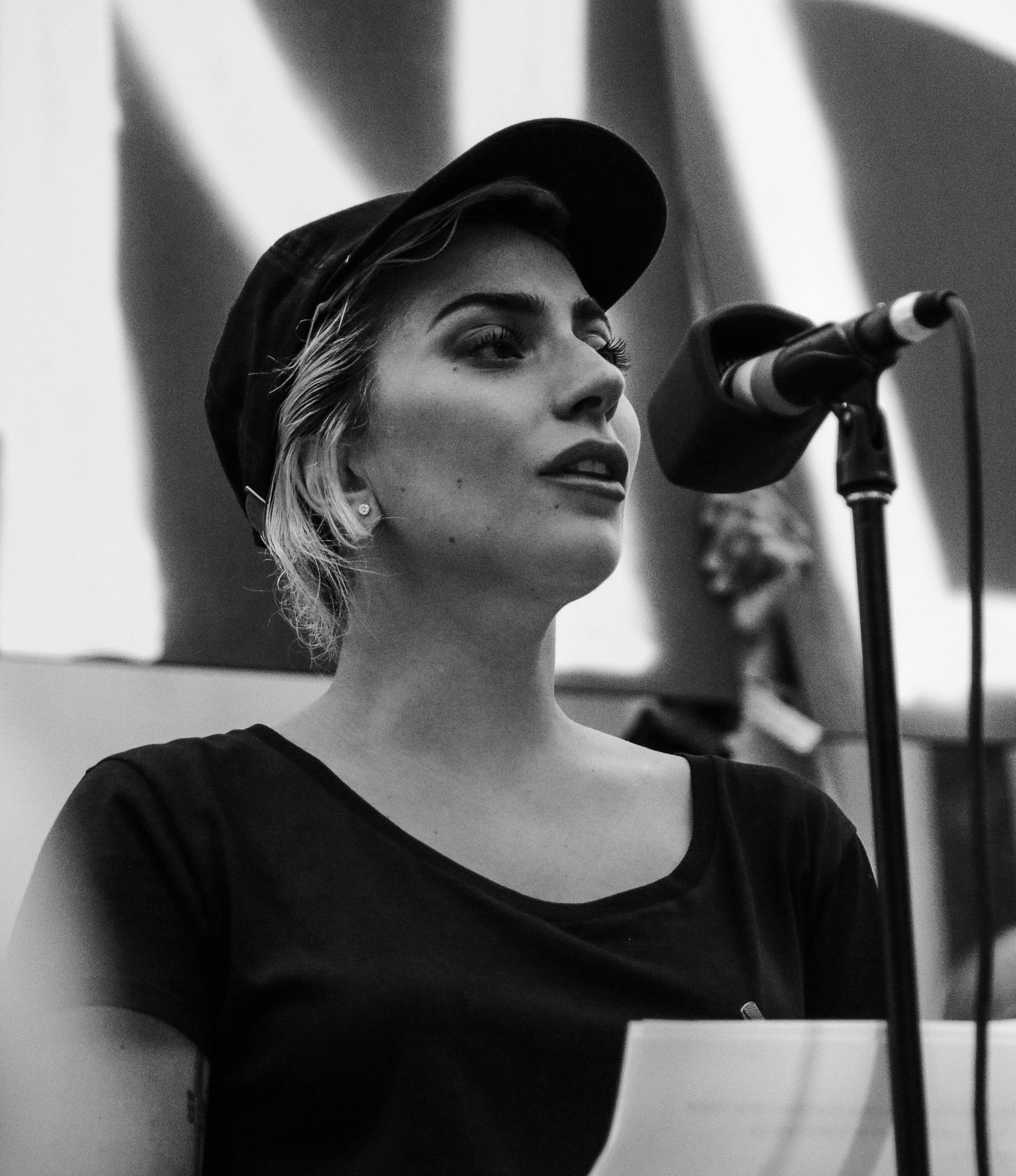
Lady Gaga s'impose dans le genre grâce à ses rôles dans A Star Is Born qui lui vaut une nomination à l'Oscar de la meilleure actrice et Joker : Folie à deux.
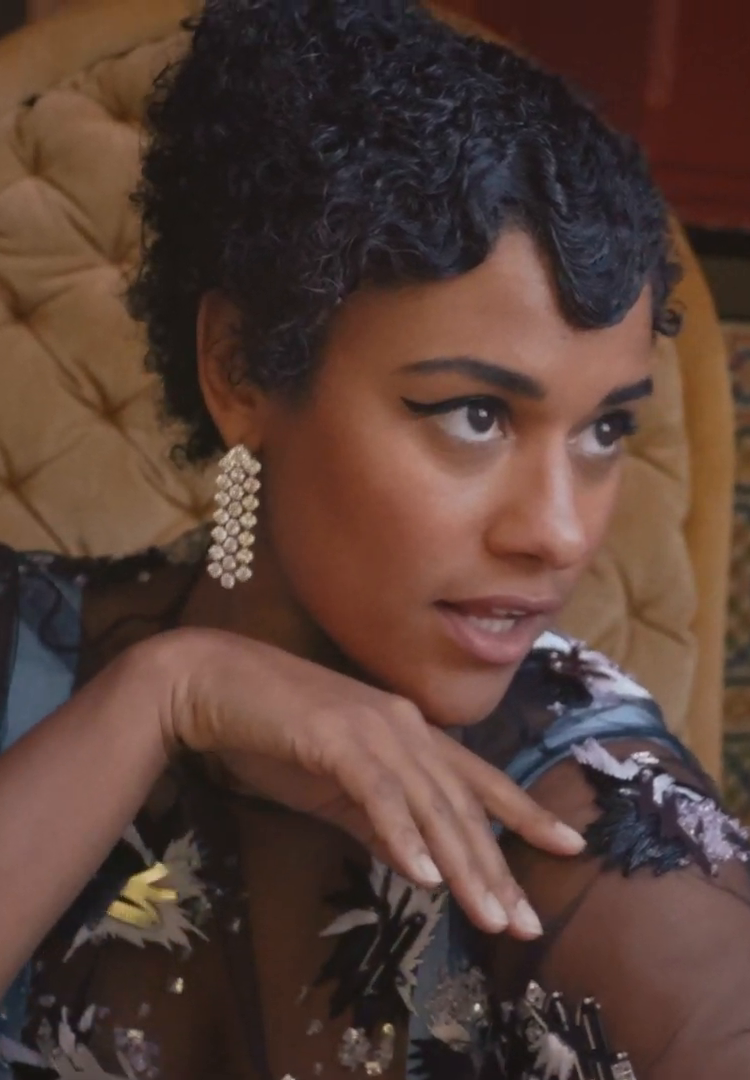
Révélée par le film musical The Prom : Ariana DeBose accède à la reconnaissance avec son rôle dans West Side Story (2021). Depuis elle est l'un des nouveaux visages phares de second age d'or du genre.
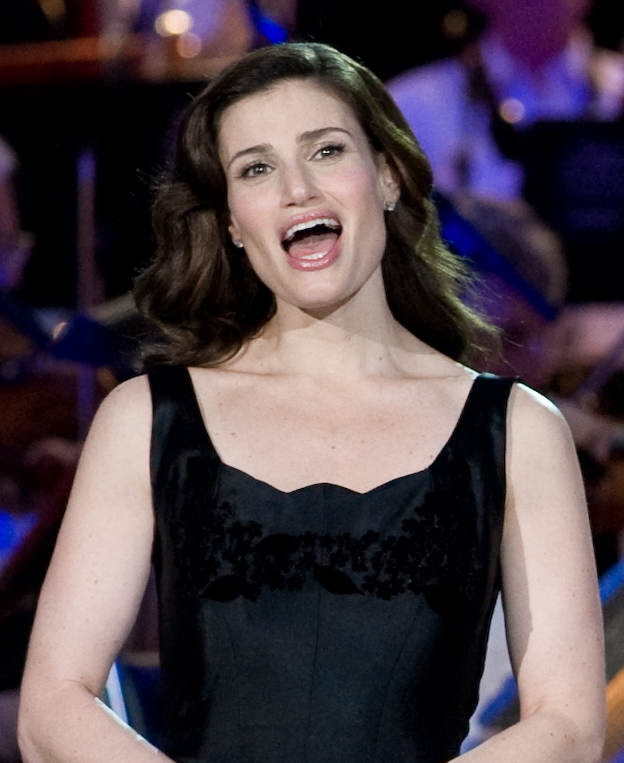
Découverte dans Rent (2006) et Il était une fois (2007) à Broadway comme à Hollywood : Idina Menzel est surtout connu pour ses participations dans des comédies-musicales.
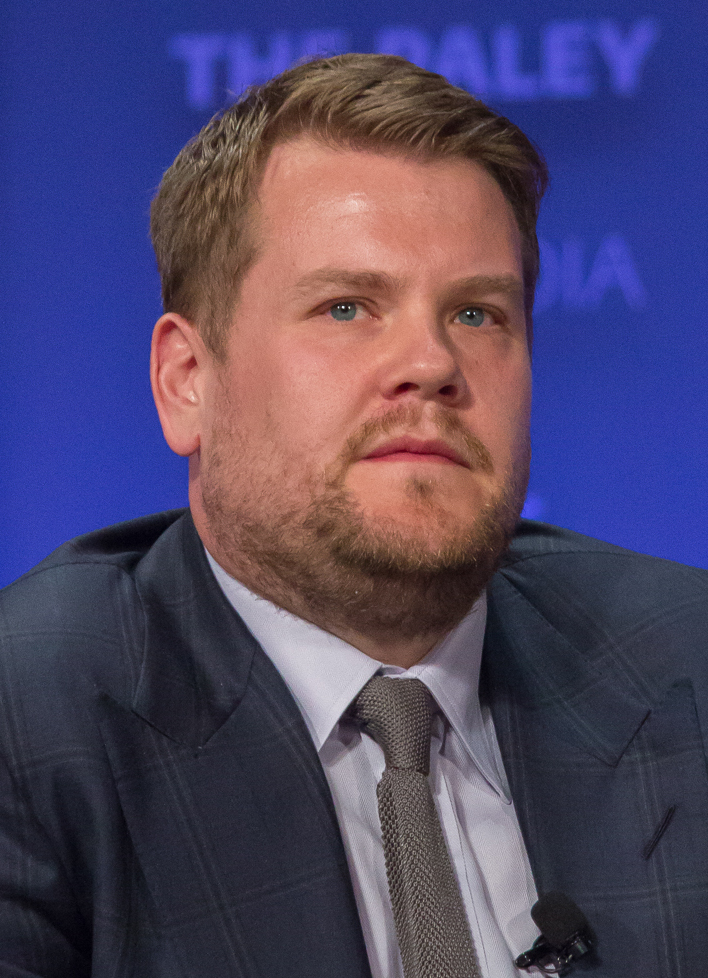
James Corden est un grand habitué du genre et a tourné dans cinq films musicaux dont The Prom pour lequel il fut nommé aux Goldens Globes.
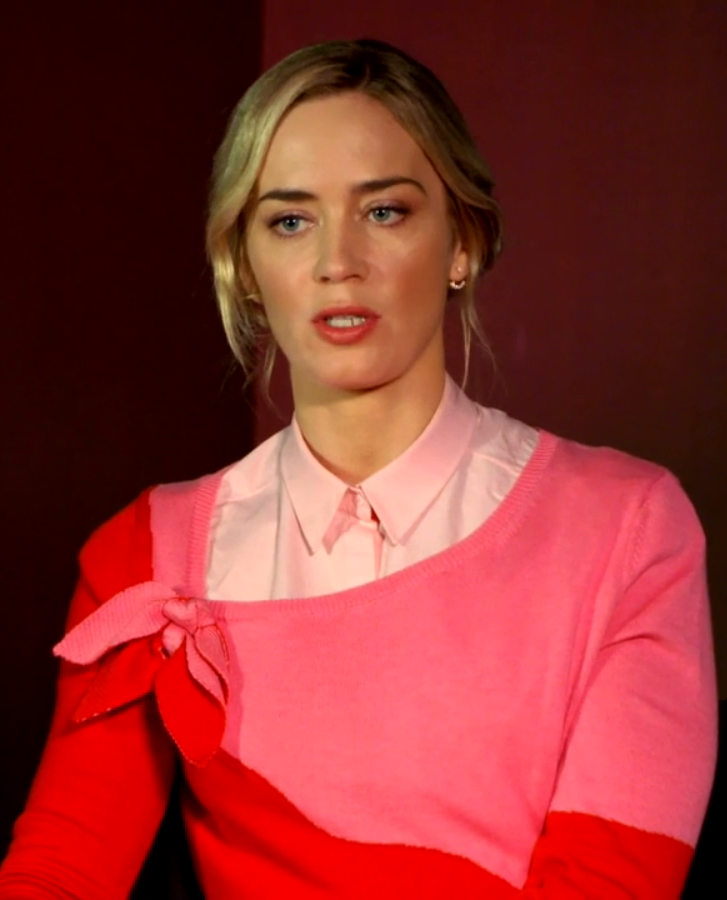
Emily Blunt est devenue elle aussi une spécialiste, avec deux collaborations avec le réalisateur Rob Marshall.
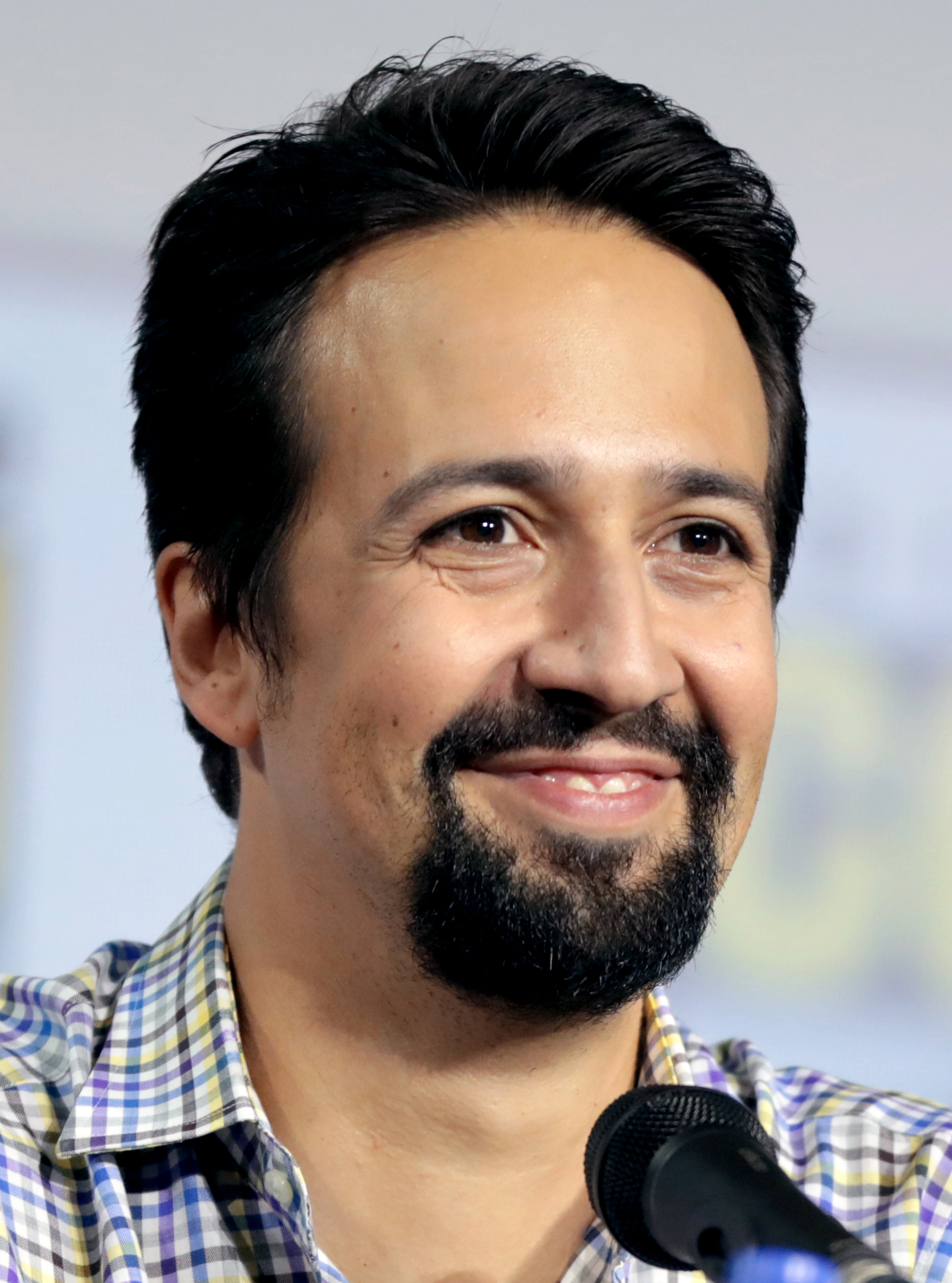
Visage du renouveau du genre à Broadway, Lin-Manuel Miranda s'illustre aujourd'hui au cinéma avec plusieurs projets musicaux dont Hamilton et de nombreuses collaborations avec les studios Disney.
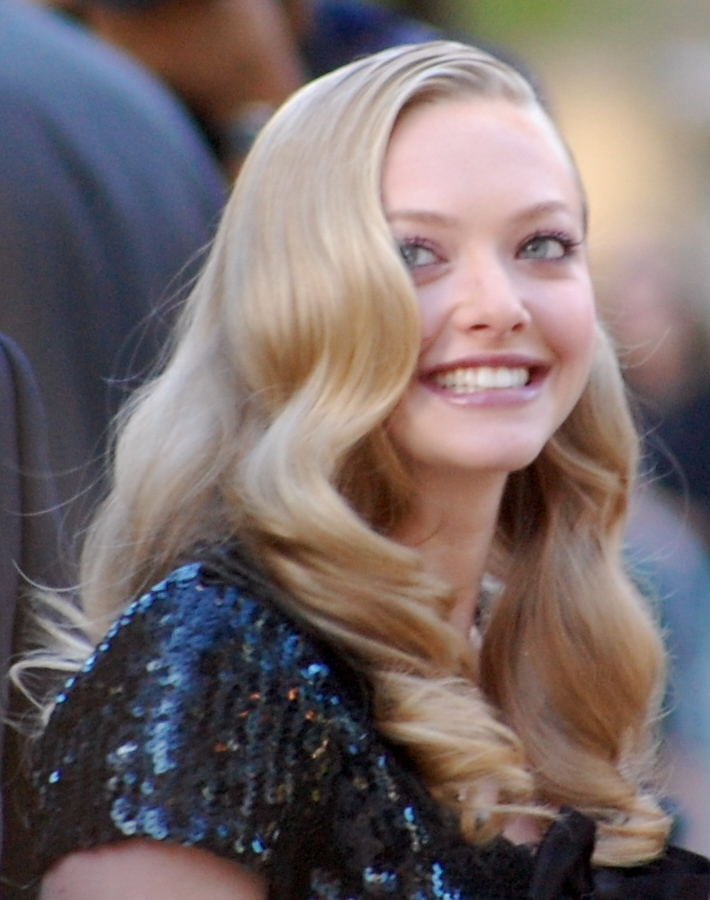
Amanda Seyfried est révélée par Mamma Mia et apparaît depuis fréquemment dans des comédies-musicales, pour le cinéma.
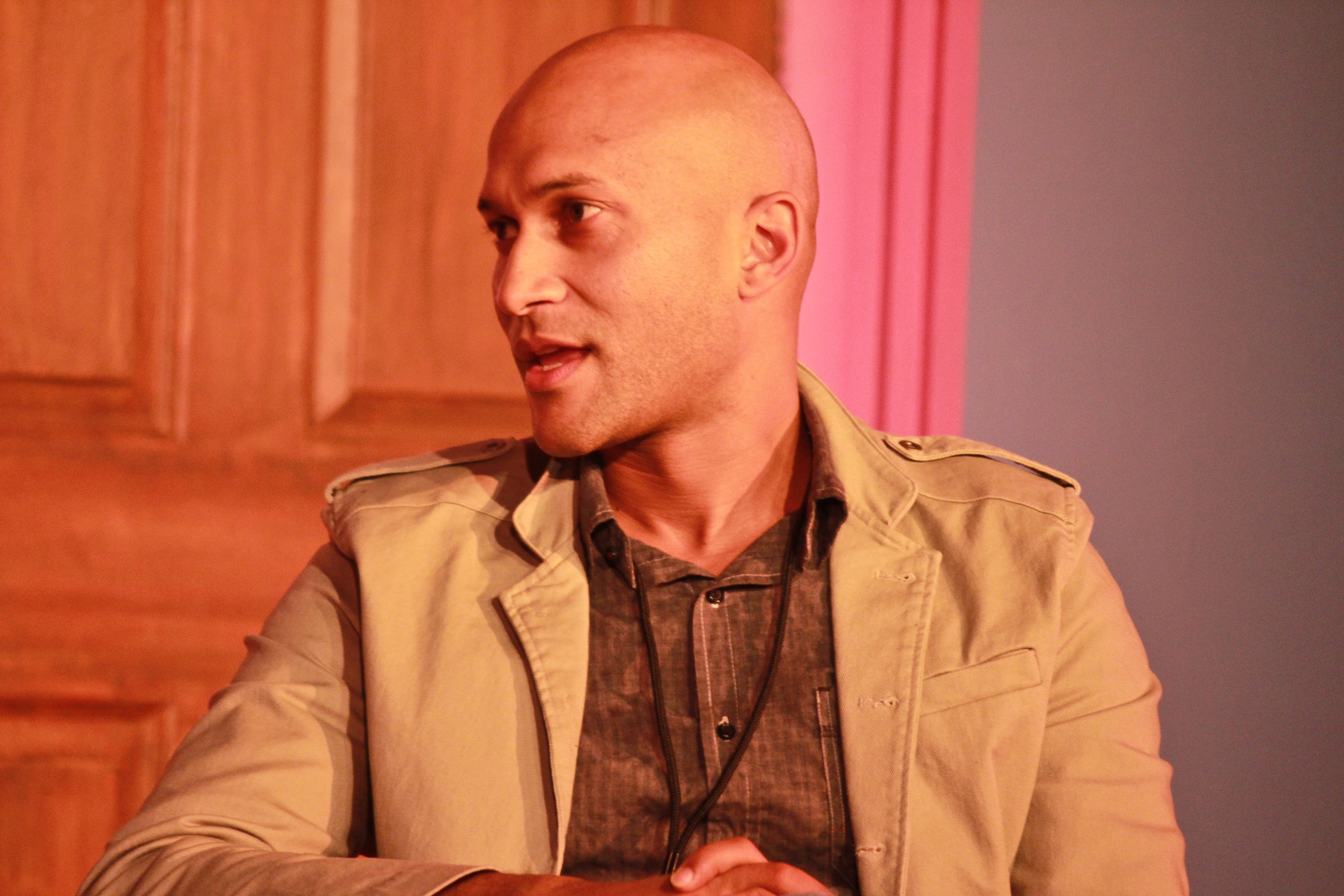
Keegan-Michael Key est depuis la décennie 2020, un acteur récurrent dans les comédies-musicales. Il a entre autres partagé la tête d'affiches de 4 films musicaux et d'une série.

## Filmographie sélective

### Cinéma
Années 1920
1927 : Le Chanteur de jazz (The Jazz Singer) d'Alan Crosland  États-Unis
1929 : Amours de danseuses (Broadway Melody) de Harry Beaumont  États-Unis
1929 : Hollywood chante et danse (The Hollywood Revue of 1929) de Charles Reisner  États-Unis
1929 : Gold Diggers of Broadway de Roy Del Ruth  États-Unis
Années 1930
1931 : Le Million de René Clair  France
1933 : Chercheuses d'or de 1933 (Gold Diggers of 1933) de Mervyn LeRoy  États-Unis
1933 : 42e Rue (42nd Street) de Lloyd Bacon  États-Unis
1933 : Prologue de Lloyd Bacon  États-Unis
1934 : Joyeux Garçons, par Grigori Alexandrov  Union soviétique
1934 : La Joyeuse Divorcée (The Gay Divorcee) de Mark Sandrich  États-Unis
1934 : La Veuve joyeuse d'Ernst Lubitsch  États-Unis
1934 :  Le Chant du Danube (Waltzes from Vienna) d'Alfred Hitchcock  États-Unis
1935 : Le Danseur du dessus (Top Hat) de Mark Sandrich  États-Unis
1935 : Gold Diggers of 1935 de Busby Berkeley  États-Unis
1936 : En suivant la flotte (Follow the Fleet) de Mark Sandrich  États-Unis
1936 : En parade (Gold Diggers of 1937) de Busby Berkeley  États-Unis
1936 : Sur les ailes de la danse (Swing Time) de George Stevens  États-Unis
1937 : L'Entreprenant Monsieur Petrov (Shall We Dance) de Mark Sandrich  États-Unis
1939 : Le Magicien d'Oz (The Wizard of Oz) de Victor Fleming  États-Unis
1939 : Place au rythme de Busby Berkeley  États-Unis
1939 : Emporte mon cœur (Broadway Serenade) de Robert Z. Leonard  États-Unis
Années 1940
1940 : En avant la musique (Strike Up the Band) de Busby Berkeley  États-Unis
1941 : Débuts à Broadway (Babes on Broadway) de Busby Berkeley  États-Unis
1941 : L'amour vient en dansant (You'll never get rich) de Sidney Lanfield  États-Unis
1941 : La Danseuse des Folies Ziegfeld (Ziegfeld Girl) de Robert Z. Leonard  États-Unis
1941 : Lady Be Good de Norman Z. McLeod  États-Unis
1942 : Ô toi ma charmante (You were never lovelier), film de William A. Seiter  États-Unis
1944 : La Reine de Broadway (Cover girl), film de Charles Vidor  États-Unis
1944 : Le Chant du Missouri (Meet Me in St. Louis) de Vincente Minnelli  États-Unis
1944 : Le Bal des sirènes (Bathing Beauty) de George Sidney  États-Unis
1946 : Ziegfeld Follies de George Sidney  États-Unis
1946 : Carmen de Christian-Jaque  France
1946 : Gilda de Charles Vidor  États-Unis
1947 : L'Étoile des étoiles (Down to Earth) de Alexander Hall  États-Unis
1948 : Parade de printemps (Easter Parade) de Charles Walters  États-Unis
1948 : Le Pirate (The Pirate) de Vincente Minnelli  États-Unis
1949 : Un jour à New York (On the Town) de Stanley Donen et Gene Kelly  États-Unis
1949 : Match d'amour (Take Me Out to the Ball Game) de Busby Berkeley et Stanley Donen  États-Unis
1949 : Entrons dans la danse (The Barkleys of Broadway) de Charles Walters  États-Unis
Années 1950
1950 : Annie, la reine du cirque (Annie Get Your Gun) de George Sidney  États-Unis
1951 : Mariage royal (Royal Wedding) de Stanley Donen  États-Unis
1951 : Show Boat de George Sidney  États-Unis
1951 : Un Américain à Paris (An American in Paris) de Vincente Minnelli  États-Unis- France
1952 : La Première Sirène (Million Dollar Mermaid) de Mervyn LeRoy  États-Unis
1952 : Chantons sous la pluie (Singin' in the Rain) de Stanley Donen et Gene Kelly  États-Unis
1952 : Hans Christian Andersen et la Danseuse (Hans Christian Andersen) de Charles Vidor  États-Unis
1952 : Les Belles de nuit de René Clair  France
1953 : La Belle de Cadix de Raymond Bernard  France
1953 : Les hommes préfèrent les blondes (Gentlmen prefer blondes) de Howard Hawks  États-Unis
1953 : Tous en scène (The Band Wagon) de Vincente Minnelli  États-Unis
1953 : Donnez-lui une chance (Give a Girl a Break) de Stanley Donen  États-Unis
1954 : Une étoile est née (A star is born) de George Cukor  États-Unis
1954 : Carmen Jones d'après la comédie musicale de Hammerstein, film de Otto Preminger  États-Unis
1954 : Embrasse-moi, chérie (Kiss Me Kate) de George Sidney  États-Unis
1954 : Brigadoon de Vincente Minnelli  États-Unis
1954 : Les Sept Femmes de Barbe-Rousse (Seven Brides for Seven Brothers) de Stanley Donen  États-Unis
1955 : Ma sœur est du tonnerre (My Sister Eileen) de Richard Quine  États-Unis
1955 : Blanches colombes et vilains messieurs (Guys and Dolls) de Joseph L. Mankiewicz  États-Unis
1955 : Oklahoma de Fred Zinnemann  États-Unis
1955 : Beau fixe sur New York (It's Always Fair Weather) de Stanley Donen et Gene Kelly  États-Unis
1955 : Papa longues jambes (Daddy Long Legs) de Jean Negulesco  États-Unis
1956 : Le Roi et moi (film, 1956) (The King and I) de Walter Lang  États-Unis
1957 : Pique-nique en pyjama (The Pajama Game) de Stanley Donen et George Abbott  États-Unis
1957 : Drôle de frimousse (Funny Face) de Stanley Donen  États-Unis
1957 : La Blonde ou la Rousse (Pal Joey) de George Sidney  États-Unis
1957 : Les Girls de George Cukor  États-Unis
1957 : La Belle de Moscou (Silk Stockings) de Rouben Mamoulian  États-Unis
1957 : Mother India de Mehboob Khan  Inde
1958 : Gigi de Vincente Minnelli  États-Unis
1958 : Pacifique sud (South Pacific) de Joshua Logan  États-Unis
1959 : Orfeu Negro de Marcel Camus  France- Brésil
Années 1960
1960 : Le Milliardaire (Let's Make Love) de George Cukor  États-Unis
1961 : West Side Story de Jerome Robbins et Robert Wise  États-Unis
1961 : Les Collants noirs de Terence Young et Roland Petit  France
1964 : Quatre Garçons dans le vent (A Hard Day's Night) de Richard Lester avec The Beatles  Royaume-Uni
1964 : Les Parapluies de Cherbourg de Jacques Demy  France
1964 : Mary Poppins de Robert Stevenson (pour les studios Walt Disney)  États-Unis
1964 : My Fair Lady de George Cukor  États-Unis- Royaume-Uni
1965 : La Mélodie du bonheur (The Sound of Music) de Robert Wise  États-Unis
1967 : Les Demoiselles de Rochefort de Jacques Demy  France
1967 : Camelot de Joshua Logan  Royaume-Uni
1967 : Le Livre de la Jungle (The Jungle Book) de Wolfgang Reitherman (pour les studios Walt Disney)  États-Unis
1968 : Oliver ! de Carol Reed  Royaume-Uni
1968 : Chitty Chitty Bang Bang de Ken Hughes  Royaume-Uni
1968 : Funny Girl de William Wyler  États-Unis
1968 : Star ! de Robert Wise  Royaume-Uni
1969 : Easy Rider de Dennis Hopper  États-Unis
1969 : Sweet Charity de Bob Fosse  États-Unis
1969 : Hello, Dolly! de Gene Kelly  États-Unis
Années 1970
1970 : Peau d'âne de Jacques Demy  France
1970 : Woodstock de Michael Wadleigh  États-Unis
1970 : Darling Lili de Blake Edwards  États-Unis
1971 : IXE-13 de Jacques Godbout  États-Unis
1971 : Charlie et la Chocolaterie (Willy Wonka & the Chocolate Factory) de Mel Stuart  États-Unis
1972 : Cabaret de Bob Fosse  États-Unis
1972 : Tout le monde il est beau, tout le monde il est gentil de Jean Yanne  France
1973 : Jesus Christ Superstar de Norman Jewison  États-Unis
1973 : Godspell de David Greene  États-Unis
1974 : Phantom of the Paradise de Brian De Palma  États-Unis
1975 : The Rocky Horror Picture Show de Jim Sharman  États-Unis
1975 : Tommy, conçu par le groupe The Who et réalisé par Ken Russell  États-Unis
1976 : Oz de Chris Löfvén  États-Unis
1977 : New York, New York de Martin Scorsese  États-Unis
1977 : La Fièvre du samedi soir (Saturday Night Fever) de John Badham  États-Unis
1978 : Grease de Randal Kleiser États-Unis
1979 : Hair de Miloš Forman  Tchécoslovaquie
Années 1980
1980 : The Blues Brothers de John Landis  Royaume-Uni
1980 : Quadrophenia, conçu par le groupe The Who et réalisé par Franc Roddam  Royaume-Uni
1980 : Fame d'Alan Parker  Royaume-Uni
1980 : Xanadu, de Robert Greenwald  Royaume-Uni
1981 :  Les Uns et les Autres de Claude Lelouch  France
1982 : Une chambre en ville de Jacques Demy  France
1982 : Annie de John Huston  États-Unis
1982 : The Wall, conçu par le groupe Pink Floyd et réalisé par Alan Parker  Royaume-Uni
1982 : Victor Victoria de Blake Edwards  États-Unis  Royaume-Uni
1983 : Flashdance de Adrian Lyne  Royaume-Uni
1983 : Staying Alive de Sylvester Stallone  États-Unis
1983 : La Tragédie de Carmen de Peter Brook  Royaume-Uni
1983 : Le Bal d'Ettore Scola  Italie
1983 : Carmen ballet de Carlos Saura  Italie
1984 : Purple Rain avec le chanteur et musicien Prince  Royaume-Uni
1984 : Footloose de Herbert Ross  États-Unis
1984 : Carmen de Francesco Rosi  Italie
1985 : Parking de Jacques Demy  France
1986 : Absolute Beginners de Julien Temple  États-Unis
1987 : Dirty Dancing de Emile Ardolino  États-Unis
1988 : Trois places pour le 26 de Jacques Demy  France
1988 : Moonwalker avec le chanteur et danseur Michael Jackson  États-Unis
1989 : La Petite Sirène (The Little Mermaid) de Ron Clements et John Musker (pour les studios Disney)  États-Unis
Années 1990
1990 : Cry-Baby, de John Waters  États-Unis
1991 : La Belle et la Bête (Beauty and the Beast) de Gary Trousdale et Kirk Wise (pour les studios Walt Disney)  États-Unis
1992 : Aladdin de Ron Clements et John Musker (pour les studios Walt Disney)  États-Unis
1993 : L'Étrange Noël de monsieur Jack d'Henry Selick  États-Unis
1994 : Le Roi lion (The Lion King), de Roger Allers et Rob Minkoff (pour les studios Walt Disney)  États-Unis
1995 : Madame Butterfly de Frédéric Mitterrand  France
1995 : Pocahontas, une légende indienne (Pocahontas) de Mike Gabriel et Eric Goldberg (pour les studios Walt Disney)  États-Unis
1996 : Tout le monde dit I love you (Everyone Says I love You) de Woody Allen  États-Unis
1996 : Evita, d'Alan Parker  États-Unis
1996 : Le Bossu de Notre-Dame (The Hunchback of Notre Dame) de Gary Trousdale et Kirk Wise (pour les studios Walt Disney)  États-Unis
1997 : Hercule (Hercules) de Ron Clements et John Musker (pour les studios Walt Disney)  États-Unis
1997 : On connaît la chanson, d'Alain Resnais  France
1998 : Jeanne et le Garçon formidable d'Olivier Ducastel et Jacques Martineau  France
1998 : Mulan de Tony Bancroft et Barry Cook (pour les studios Walt Disney)  États-Unis
1998 : Still Crazy : De retour pour mettre le feu de Brian Gibson  États-Unis
1998 : Swing Kids de Thomas Carter  États-Unis
1999 : South Park, le film de Trey Parker et Matt Stone  États-Unis
Années 2000
2000 : Geppetto de Tom Moore  Italie
2000 : Dancer in the Dark de Lars von Trier  Allemagne
2001 : Moulin Rouge ! de Baz Luhrmann  États-Unis
2001 : Lagaan (Lagaan: Once Upon a Time in India) de Ashutosh Gowariker  Inde
2001 : La Famille indienne (Kabhi Khushi Kabhie Gham...) de Karan Johar  Inde
2001 : Hedwig and the Angry Inch de John Cameron Mitchell  États-Unis
2002 : Huit Femmes de François Ozon  France
2002 : Chicago de Rob Marshall  États-Unis
2002 : Devdas de Sanjay Leela Bhansali  Inde
2002 : Filles perdues, cheveux gras de Claude Duty  France
2003 : Week-end en enfer de Bob Williems  États-Unis
2003 : Interstella 5555: The 5tory of the 5ecret 5tar 5ystem
2003 : Pas sur la bouche d'Alain Resnais  France
2004 : Les Choristes de Christophe Barratier  France
2004 : Beyond the sea de Kevin Spacey  États-Unis
2004 : Le Fantôme de l'Opéra (The Phantom of the Opera) de Joel Schumacher  États-Unis
2004 : Coup de foudre à Bollywood (Bride & Prejudice) de Gurinder Chadha  Inde
2004 : Touchez pas à la chnouf (Reefer Madness) de Andy Fickman  États-Unis
2005 : Les Producteurs de Susan Stroman  États-Unis
2005 : Rent (Rent) de Chris Columbus  États-Unis
2006 : High School Musical de Kenny Ortega  États-Unis
2006 : Faubourg 36 (Paris) de Christophe Barratier  France
2007 : Across the Universe de Julie Taymor  États-Unis
2007 : Hairspray de Adam Shankman  États-Unis
2007 : Les Chansons d'amour de Christophe Honoré  France
2007 : Il était une fois (Enchanted) de Kevin Lima  États-Unis
2008 : Sweeney Todd : Le Diabolique Barbier de Fleet Street de Tim Burton  États-Unis
2008 : Mamma Mia ! de Phyllida Lloyd  États-Unis
2008 : High School Musical 3 : Nos années lycée  de Kenny Ortega  États-Unis
2008 : Agathe Cléry d'Étienne Chatiliez  France
2009 : Nine de Rob Marshall  États-Unis
2009 : Guy and Madeline on a Park Bench de Damien Chazelle  États-Unis
Années 2010
2010 : Burlesque de Steve Antin  États-Unis
2012 : Rock Forever de Adam Shankman  États-Unis
2012 : Les Misérables de Tom Hooper  France-  Royaume-Uni
2012 : Le Chant des ondes de Caroline Martel  France
2012 : Stars 80 de Thomas Langmann et Frédéric Forestier  France
2012 : Le Rêve du chanteur masqué de Bille Woodruff  États-Unis
2012 : Joyful Noise de Todd Graff  États-Unis
2012 : Les Saphirs de Wayne Blair  Australie
2013 : Inside Llewyn Davis de Joel et Ethan Coen  France- États-Unis
2014 : Annie de Will Gluck  États-Unis
2014 : Jersey Boys de Clint Eastwood  États-Unis
2014 : Brabançonne de Vincent Bal  Belgique
2014 : Whiplash de Damien Chazelle  États-Unis
2014 : La Famille Bélier d'Éric Lartigau  France
2014 : Jack et la Mécanique du cœur de Mathias Malzieu et Stéphane Berla  France
2014 : God Help the Girl de Stuart Murdoch  Royaume-Uni
2014 : Get on Up de Tate Taylor  États-Unis
2014 : The Last Five Years de Richard LaGravenese  États-Unis
2014 : Into the Woods : Promenons nous dans les bois (Into the Woods) de Rob Marshall  Royaume-Uni
2015 : Dessau Dancers de Jan Martin Scharf  Allemagne
2016 : La La Land de Damien Chazelle  États-Unis
2016 : Le Livre de la jungle (Jungle Book) de Jon Favreau  États-Unis
2016 : Sing Street de John Carney  Royaume-Uni- Irlande
2016 : Emo de Neil Triffett  Royaume-Uni
2016 : Les enfants du lavoir - 1ère Partie de Philippe Sanson  France
2016 : Sur quel pied danser de Paul Calori et Kostia Testut  France
2016 : Tous en scène (Sing) de Garth Jennings (film d'animation en image de synthèses)  États-Unis
2016 : Ave, César ! (Hail, Caesar!) de Joel et Ethan Coen  États-Unis
2017 : The Greatest Showman de Michael Gracey  États-Unis
2017 : La Belle et la Bête (Beauty and the beast) de Bill Condon  États-Unis
2017 : Stars 80, la suite de Thomas Langmann et Frédéric Forestier  France
2017 : Jeannette : l'enfance de Jeanne d'Arc de Bruno Dumont  France
2018 : Mamma Mia 2 ! Here We Go Again (Mamma Mia 2) de Ol Parker  États-Unis
2018 : A Star Is Born de Bradley Cooper  États-Unis
2018: Bohemian Rhapsody de Bryan Singer  États-Unis
2018 : Le Retour de Mary Poppins (Mary Poppins Returns) de Rob Marshall  Royaume-Uni
2018 : Dumplin' par Anne Fletcher  États-Unis
2018 : Buttons de Tim Janis (en)  Royaume-Uni
2019 : Les enfants du lavoir - 2ème Partie de Philippe Sanson  France
2019 : Aladdin de Guy Ritchie  États-Unis- Inde
2019 : Rocketman de Dexter Fletcher  Royaume-Uni
2019 : Wicked de Stephen Daldry  Royaume-Uni
2019 : Descendants 3 de Kenny Ortega  États-Unis
2019 : Yesterday de Danny Boyle  Royaume-Uni
2019 : Le Roi lion de Jon Favreau  États-Unis
2019 : Guy de Alex Lutz  France
2019 : Teen Spirit de Max Minghella  États-Unis
2019 : Her Smell de Alex Ross Perry  États-Unis
2019 : Yesterday de Danny Boyle  Royaume-Uni
2019 : Jeanne de Bruno Dumont  France
2019 : Le Choc du futur de Marc Collin  France
2019 : Last Christmas de Paul Feig  États-Unis
2019 : Cats de Tom Hooper  Royaume-Uni
Années 2020
2020 : Judy de Rupert Goold  États-Unis- Royaume-Uni
2020 : La Voix du succès de  Nisha Ganatra  États-Unis
2020 : Une Sirène à Paris de Mathias Malzieu  France
2020 : J'y crois encore de Andrew et Jon Erwin  États-Unis
2020 : Hamilton de Thomas Kail  États-Unis
2020 : The Prom de Ryan Murphy  États-Unis
2020 : Aline de Valérie Lemercier  France- Canada
2021 : D'où l'on vient de Jon Chu  États-Unis- Espagne
2021 : Annette de Leos Carax  France
2021 : Tralala de Arnaud et Jean-Marie Larrieu  France
2021 : Cendrillon (Cinderella) de Kay Cannon  États-Unis
2021 : Tout le monde parle de Jamie (Everybody Talking's Abount Jamie) de Jonathan Butterell  États-Unis
2021 : West Side Story de Steven Spielberg  États-Unis -  Espagne
2021 : Cyrano de Joe Wright  Royaume-Uni
2021 : Tick, Tick... Boom! de Lin-Manuel Miranda  États-Unis
2021 : Cher Evan Hansen de Stephen Chbosky  États-Unis
2021 : Suprêmes de Audrey Estrougo  France
2022 : Don Juan de Serge Bozon  France
2022 : Le Monde de Nate de Tim Federle (en)  États-Unis
2022 : Il était une fois 2 (Disenchanted) de Adam Shankman  États-Unis
2023 : Carmen de Benjamin Millepied  France- Espagne
2023 : RRR (Rise Roar Revolt) de  S. S. Rajamouli  Inde
2023 : La Petite Sirène de Rob Marshall  États-Unis
2023 : Wonka de Paul King  Royaume-Uni
2024 : Marcello mio de Christophe Honoré  France -  Italie
2024 : Emilia Pérez de Jacques Audiard  France -  Espagne
2024 : Joker : Folie à deux de Todd Phillips  États-Unis
2024 : Finalement de Claude Lelouch  France
2024 : Wicked de Jon Chu  États-Unis
2025 : Blanche-Neige de Marc Webb  États-Unis
2025 : Wicked: For Good de Jon Chu  États-Unis

### Télévision

#### Séries
- 2009-2015 : Glee créé par Ian Brennan, Brad Falchuk et Ryan Murphy produit par 20th Century Studios pour Fox
- 2012-2015 : Violetta créé par Jorge Nisco produit par Disney Channel Latin America pour Disney Channel
- 2016-2017 : Vinyl créé par Martin Scorsese et Mick Jagger produit par et pour HBO
- 2017 - 2023 : Luis Miguel, la série créé par Karla Gonzales produit par Metro-Goldwyn-Mayer pour Netflix
- 2018-2019 : Philarmonia créé par Marine Gacem produite par France Télévisions pour France 2
- 2019 - 2023 : High School Musical, la série créé par Tim Federle (en) produit par The Walt Disney Company
- 2019 - 2022 : Mademoiselle Farah créé par Jennie Snyder Urman, Mahmoud Ezzat et Amr Medhat produit par S Productions, RCTV International (en), Propagate Content (en), CBS Studios et Warner Bros. Television Studios pour MBC4
- Depuis 2021 : Schmigadoon! créée par Cinco Paul et Ken Daurio produit par Apple TV
- Depuis 2022 : Une famille vraiment Loud créée par Tim Hobert produit par CBS Studios pour Nickelodeon

#### Mini-séries
- 2012 : Smash créé par Steven Spielberg et Theresa Rebeck produit par Universal Studio pour CBS
- 2013 : Dancing on the Edge créé par Stephen Poliakoff produit par et pour ITV Studios
- 2015 : Galavant créé par Dan Fogelman, Glenn Slater et Alan Menken produit par ABC Studios pour ABC
- 2016 : The Get Down créé par Baz Luhrmann et Stephen Adly Guirgis produit par et pour Netflix
- 2020 : The Eddy créé par Damien Chazelle, Glen Ballard et Jack Thorne produit par et pour Netflix

- 2023 : The Idol créé par Sam Levinson et The Weeknd produite par et pour HBO.